# Gyógyteák listája
A natúr gyógyteák gyógynövényből készült, élvezeti vagy gyógyteaként iható, az általános közérzetet javító italok. A gyógyteákat, gyógynövényeket az emberiség már hosszú ideje használja különböző betegségek gyógyítására. A modern orvostudomány később bebizonyította ezeknek a természetes anyagoknak a jótékony hatásait. Ma már a legtöbb növénynek ismerjük a hatóanyagait, többet elő is tudunk állítani szintetikusan, azonban a növényekben található komplex hatóanyagrendszerek egymás hatásait potencírozzák, emiatt különösen ajánlható e teák fogyasztása. Ezeket a teákat hatóanyagtartalmuktól függően használhatjuk meghűléses megbetegedésekre, szív- és érrendszeri megbetegedésekre, húgyúti fertőtlenítőként, vizelethajtóként vagy a gyomor-bél rendszer megbetegedése esetén.

## Gyógynövények

### Acsalapu
(Petasites officinalis)
A teának – virágzás előtt – a gyökerét gyűjtjük. Láz, köszvény, epilepszia ellen használjuk. Lázcsillapító, izzasztó hatású.
Acsalapu tea:  1 csapott teáskanál acsalapu gyökeret egy éjszakára 2,5 dl vízbe áztatjuk, reggel felmelegítjük, leszűrjük. Naponta 1-2 csészényit fogyasztunk.

### Akácvirág
(Robinia pseudo-acacia)
A növény virágzatát köhögés, hurut ellen használják, de  palacsinta és fánk készítésénél, ízesítőként a tésztába keverik. Az akác jellegzetes, édeskés illatú, fehéres vajszínű virágait, frissen a virágzás kezdetén érdemes szedni, a virágfürtöket begyűjtjük, majd a virágokat lefejtjük a fürtökről, és azonnal megszárítjuk. A virágzása, az időjárás függvényében májusra, június elejére esik. A virág illóolajat (linalolt) tartalmaz.
A virágtea köhögéscsillapító, hurut, és görcsoldó, enyhe hashajtó, gyomorsavtúltengés, székrekedés, gyomor- és bélfekély gátló. A kéregfőzet gyomorsavtúltengés, gyomor- és bélfekély ellen használatos.
Kérge gyomorsavtúltengés, gyomorvérzés, bélfekély elleni gyógyszeralapanyag. A kéreg alkalmazásában óvatosság ajánlott, robin és fazin nevű mérgező fehérjéket is tartalmaz!
Akácvirág tea:
2 teáskanálnyi szárított akácvirágot – 2 dl forró vízzel leforrázunk, majd 5 perc elteltével leszűrjük. Íze kellemes, alkalmanként élvezeti teaként is fogyasztható. Az akácvirág jó köhögéscsillapító hatású, de használják még hurut ellen és túlzott gyomorsav-termelődés esetén.

### Amerikai lázgyökér
(Eupatorium perfoliatum)
Megfázás, influenza, ízületi gyulladás, lázcsillapítás, kisebb fertőzések esetén főzetét legfeljebb napi három alkalommal fogyasztjuk. Kétévesnél fiatalabb korban nem adható. Frissen szedve mérgező. Nagy adagban émelygést, hányingert, hányást okozhat.

### Ánizs
(Pimpinella anisum)
A Földközi-tenger területéről származó, hazánkban termesztett egyéves, illatos növény. Íze kellemes, édes-fűszeres. Az ánizs illóolaja anetolt, izoanetolt, ánizs aldehidet tartalmaz. A növény apró, tojásdad alakú termését használják gyógyászati célra. Köhögéscsillapító, emésztést elősegítő, szélhajtó, köptető, felfúvódást oszlató hatású. Egy teáskanálnyi magot 10-20 percig hagyunk ázni a forrázatban, majd naponta legfeljebb háromszor fogyasztjuk. A tinktúrából fél – egy teáskanálnyi fogyasztható napi három alkalommal.
Ánizs tea:
1 teáskanálnyi összetört ánizsra öntsünk 2-3 dl forró vizet, és hagyjuk állni 10 percig, majd szűrjük le. Szélhajtó, görcsoldó, emésztést serkentő, csecsemők hasgörcse ellen is alkalmazható.
Ánizs ellenjavallat: Ösztrogéntartalma miatt migrénes fejfájást, nagyobb mennyiség émelygést, hányingert okozhat.

### Angelika
(Angelica archangelica)

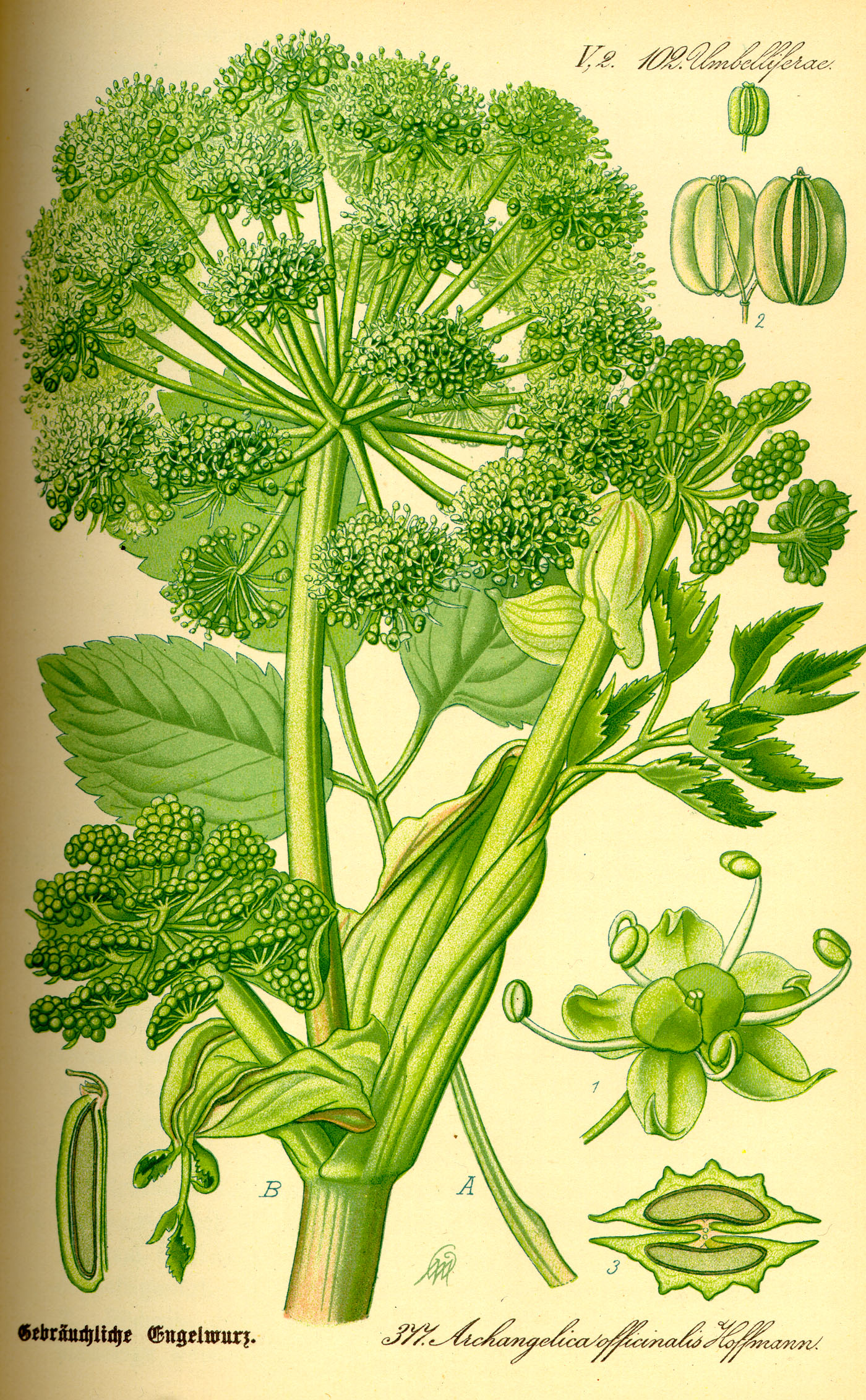
Angelica archangelica L.

Légzőszervi megbetegedésekre, emésztésserkentőként, ízületi gyulladás ellen használhatjuk. Forrázatát, vagy főzetét fogyaszthatjuk legfeljebb két pohárral naponta. A tinktúrából naponta max. fél – egy teáskanálnyit vegyünk be.
Angyalgyökér tea:
2 dl vízben 5 percig főzzünk 1 evőkanál szárított, apróra vágott angyalgyökeret, majd hagyjuk állni 3 percig. Ezt követően szűrjük le. Naponta 2-3 csészényit fogyasszunk belőle. Emésztési panaszokra ajánlható. Gyakran használják epebántalmak esetén, teája vizelethajtó, vértisztító hatású, de csökkenti a köhögést is.

Angyalgyökér ellenjavallat: Kétévesnél fiatalabbnak ne adjuk.  Aki hosszabb időn keresztül angyalgyökérből készített teát fogyaszt, annak óvatosan kell bánnia a napozással és a szoláriummal, mivel a hatóanyag fényérzékenységet okoz. Gyomor- és nyombélfekélyben szenvedő betegek nem használhatják belsőleg az orvosi angyalgyökér gyökeréből előállított készítményeket.

### Apróbojtorján

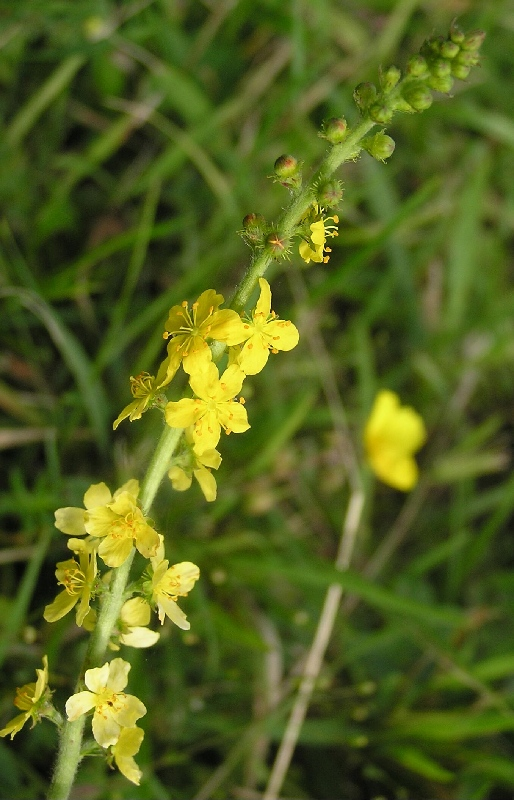
Közönséges párlófű

(Agrimonia eupatoria) Közönséges párlófű
Virágát és levelét gyűjtjük. Júliustól augusztus végéig virágzik, ekkor gyűjthető a virágzó növény föld feletti része, ami cserzőanyagot, kevés ellágsavat és flavonglikozidokat tartalmaz.
Enyhén vizelethajtó hatású, de gyógyítja a sebeket, duzzanatokat, a torok- és mandulagyulladást. Teája fáradtság ellen is jó.
Apróbojtorján tea:
Csészénként 1-1 kávéskanál púpozott apróbojtorjánt leforrázunk, fél perc múlva leszűrjük. Naponta 2-4 csészényit kortyolgatunk el.

### Aranyvessző
(Solidago virgaurea)

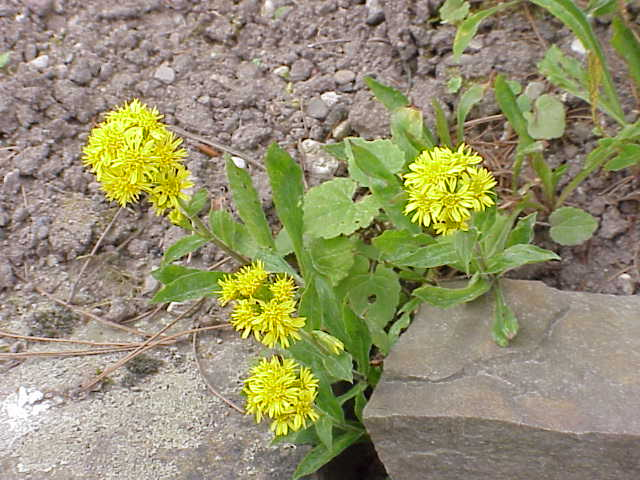
Aranyvessző

Gyógyászati célokra a növény szárának virágos részét hasznosítják, melynek gyűjtési ideje a nyári hónapokra (június-augusztus) esik. A gyűjtést a virágzás megkezdésekor kell elkezdeni, mert leszedve a virágzat még tovább fejlődik. Az aranyvesszőfű triterpén szaponinokat, flavonoidokat, illóolajat, fahéjsav származékokat tartalmaz. Jó vizelethajtó és gyulladáscsökkentő. A növényi drog alkalmas hólyaghurut, vesehomok bántalmak kezelésére kiegészítő szerként. Alkalmazzák magas vérnyomás és reuma esetén is. Teája ezenkívül epe-, vese-, májbántalmak, nehéz havi vérzés, bélmegbetegedések, bélvérzések, szamárhurut, reumás és ízületi fájdalmak ellen, izzasztóul is alkalmazható. Külsőleg toroköblítőként használható.
Aranyvessző tea:
Csészénként 1-2 teáskanálnyi aranyvesszőfüvet forrásban lévő vízzel leöntünk, majd negyedóra múlva leszűrjük. Naponta 2-3-szor étkezések között egy csészényi teát hasznos elfogyasztani.
A megszáradt drog az arra érzékenyeknél nyálkahártya irritációhoz vezethet. A belélegzett szőrbóbiták kellemetlen nyálkahártya-, és fogínygyulladást okozhatnak az arra érzékenyeknek!
Erdei aranyvessző tea: csészénként 1 evőkanálnyi erdei aranyvesszőt leforrázzuk, 1 perc múlva leszűrjük. Mindig frissen kell készíteni. Napi 2 csészényit kortyolgassunk el belőle.

### Articsóka
(Cynara scolymus)
Hazánkban kerti dísznövényként is kedvelik, de "sokoldalú gyógy- és fűszernövény". A hazai gyógynövényboltokban, piacokon beszerezhető.
Articsóka tea:
A növény leveléből készített tea epe-, és májbántalmak esetén alkalmazható. Konyhai célra is hasznosítják főzelék, saláta formájában. Az articsóka elkészítése során ne alkalmazzunk alumíniumedényt, mert megsötétedik benne.

### Bazsalikom
(Ocimum basilicum)
Ázsia, Amerika, Afrika melegebb vidékein őshonos, hazánkban termesztik. Egyéves, illatos, leginkább fűszerként elterjedt gyógynövény. A növény illóolajat, flavonoidokat – metilkavikolt, linaloolt, cineolt, eugenolt – cserzőanyagot tartalmaz.
A növény cserzőanyagai és illóolajai a felfúvódást csökkentik, valamint gyomorrontás esetén segítenek. A bazsalikomnak ismeretes idegerősítő, étvágyjavító, szélhajtó, köhögés- csillapító hatása. Vizelethajtó is, bár ritkán alkalmazzák erre a célra.  A gyógynövény csökkenti a magas vérnyomást, és megvéd a stresszes állapot kialakulásától. A gyógyszerészek bebizonyították, hogy szoptató anyáknál serkenti a tejelválasztást. A növény leveléből kinyert lé bőrgyulladások és rovarcsípések gyógyítására alkalmazható. Antibakteriális hatása miatt torokgyulladásnál öblögetőszerként, kenőcsökben nehezen gyógyuló sebekre alkalmazzák.
Bazsalikom tea: Forrázzunk le 1 csésze vízzel 1 teáskanálnyi szárított bazsalikomot, hagyjuk állni 10-15 percig, majd szűrjük le. Köhögés csillapítására, idegnyugtatóul, étvágyjavítóul, vizelethajtóul használják.

### Benedekfű
(Cnicus benedictus)

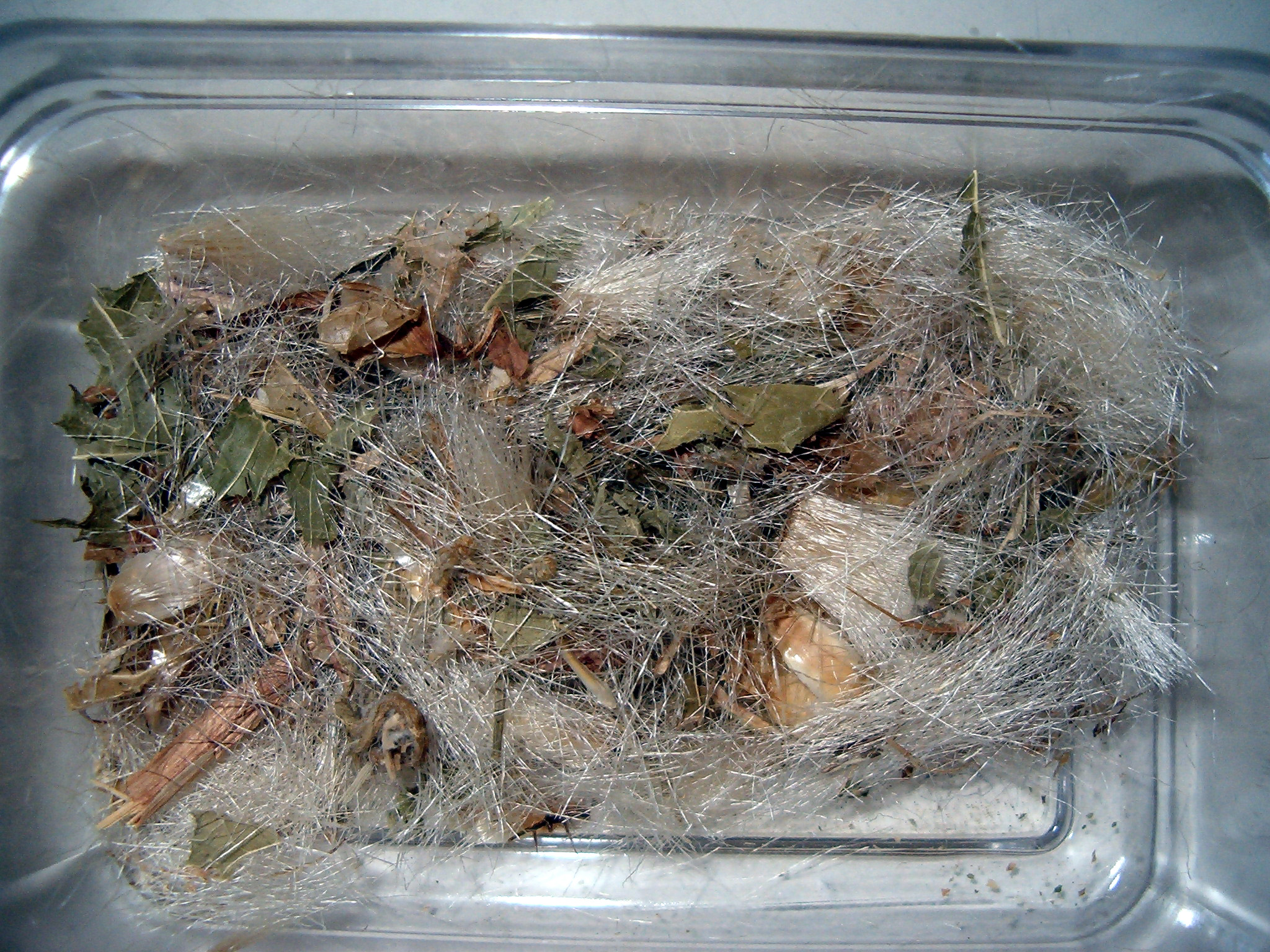
benedekfű

Bencés szerzetesek hozták Itáliából hazánkba, és kolostorkertekben termesztették.  Mediterrán vidékeken vadon élő, hazánkban termesztett, egyéves növény.  Íze rendkívül keserű.  A növény oldalhajtásait, valamint felső 30–40 cm hosszú virágos, leveles részét alkalmazzák gyógyászati célokra. Fontos, hogy árnyékos helyen szárítsuk, mert a napfényre érzékeny és hamar kifakul.  A növényt virágzása kezdetén kell learatni.  A növény szeszkviterpén laktonokat (knicint, artemizifolint), lignánokat, kálium- és magnéziumsókat, nyomokban illóolajat tartalmaz.
Benedekfű tea:
A benedekfüvet teában gyakran keverik citromfűvel. Mindkét alkotóelemből 2-2 teáskanálnyit forrázzunk le 0,5 liter forrásban lévő vízzel, hagyjuk állni 5 percig, majd szűrjük le. Naponta 2 csésze tea fogyasztása ajánlott fél órával az étkezések előtt.

Benedekfű ellenjavallat: Gyomor- és bélfekély esetén alkalmazása nem ajánlott. Allergiás reakciók is kialakulhatnak használatakor. Nagy adagban hánytató!

### Bodza
(Sambucus nigra)

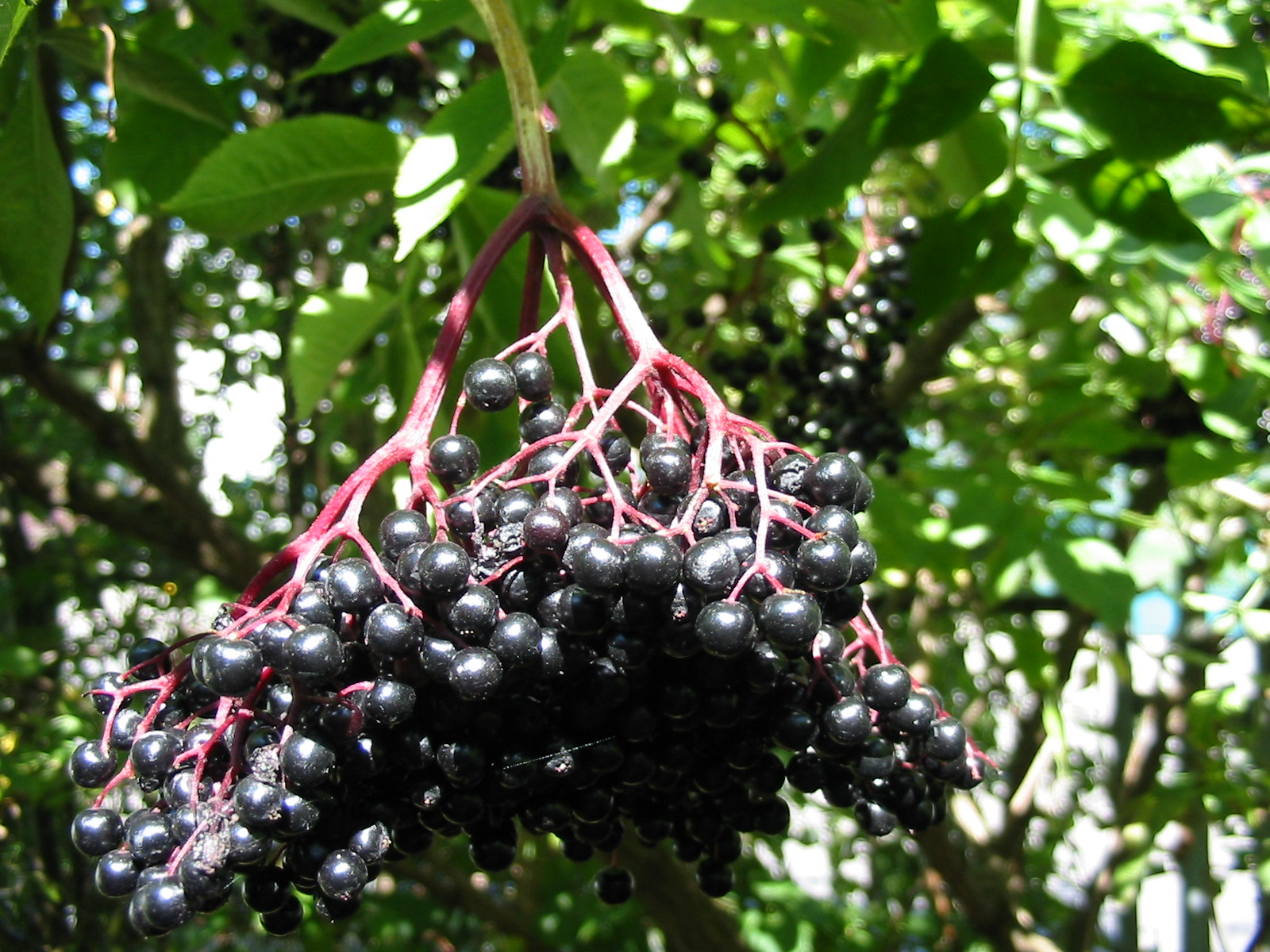
Bodzabogyó

A fekete bodza gyógyászatban felhasználható része a virágzata és a bogyója. Virágzatát május-június környékén, érett bogyóit az augusztus-szeptemberi időszakban gyűjtik. A bodzateát meghűléses megbetegedések, hurut esetén, izzasztószerként és immunrendszeri serkentőként használják. A virágzat flavonoidokat (kvercetint, kempferolt), fahéjsav-származékokat, illóolajat és nyálkát tartalmaz. A bogyó gyümölcssavakat, C-vitamint, A-vitamint, flavonoidokat valamint antociánokat (szambucint) tartalmaz. A levél nagy koncentrációban tartalmaz kéksav-glikozidokat, mint a szambunigrint.
Bodza tea:
Meghűlés megbetegedések, hurut ellen fogyasszuk a virágból készült teát. Csészénként 2 teáskanálnyi drogot öntsünk le forrásban lévő vízzel, majd 5 perc múlva szűrjük le.

### Bojtorján
(Arctium lappa)
A nagy bojtorjánnak gyógyászati célokra a növény gyökerét hasznosítják. Az első éves még nem virágzó növények gyökerét kell gyűjteni, amelyek tömörek, húsosak. A gyűjtés ideje október-április. A gyökér íze keserű, inulint (akár 45%-ban), nyálkát, keserű anyagot (szeszkviterpén laktonokat) és szerves savakat tartalmaz. A bojtorján a népi gyógyászatban ismert jó vizelethajtó, vértisztító, epe- és vesekőoldó tulajdonságáról. Izzasztószer. Külsőleg bőrbetegségek – ekcéma, nehezen gyógyuló sebek – kezelésére ajánlott, valamint hajápoló-szerként is népszerű. Meggátolja a hajhullást és a korpásodást, valamint a zsírosodást. Kivonatait reumatikus izom- és ízületi fájdalmak ellen bedörzsölőszerként alkalmazzák.
Bojtorján tea:
A bojtorjánból készült tea jó vizelethajtó és vértisztító. Epe- és vesekő esetén ajánlott fogyasztása. Főzete hajápolásra ajánlott.

### Borbolya
(Berberis vulgaris)
Száraz, napos, bozótos helyeken, rekettyésekben élő, 2–3 m magas, tövises cserje. Április-májusban virágzik. A cserje érett, piros termését, vékony gyökereit, valamint a vastag gyökerek kérgét gyűjtik. A termés vörös színű, savanyú ízű bogyó, amely augusztus-szeptember folyamán érik. Gyökére és kérge izokinolin alkaloidokat, mint a berbamint, berberint, oxiakantint, palmatint tartalmaz. A bogyótermés C-vitamint, karotinoidokat, antociánokat, cukrot, gyümölcssavakat, pektint tartalmaz. Az orvostudomány szerint a borbolya kedvezű hatását főleg berberin (alkaloid) hatóanyagának köszönheti, melynek jelentős fertőzésgátló, antibakteriális és gombaellenes hatása van. A borbolyából készített tea simaizom görcsoldó hatása révén jó gyomor-, bél-, máj- és epebántalmak ellen. Fájdalmas menstruáció esetén is használható. Az érett termések alkaloidot alig tartalmaznak, meghűléses megbetegedésekben alkalmazhatók, enyhe hashajtóhatásúak.
Borbolya tea:
2 teáskanálnyi szárított, összeaprított borbolyalevelet, 2-3 dl vízzel forrázzunk le, és hagyjuk állni 5 percig, majd szűrjük le.

Túladagolás esetén hányinger, hasmenés, vesepanasz alakulhat ki. A közönséges borbolyához hasonlító japán borbolya magja alkaloidot tartalmaz, ezért fogyasztása nem javasolt.

### Borágó
(Borago officinalis L.)
A Földközi-tenger vidékéről származik, egyéves fűszer- és dísznövény. Gyenge, friss levelét hideg italok készítéséhez, szendvicsek ízesítésére és sószegény diétához ajánlják. A növény virágos hajtását, valamint magját hasznosítják gyógyászati célokra. Május- júniusban virágzik. A növény nyálkaanyagokat, flavonoidokat, pirrolizidin alkaloidokat, nyomokban illóolajat tartalmaz. Magja gazdag gamma-linolénsavban, amely értékes zsírsav, a vér kedvező zsír- és koleszterin-szintjeinek kialakításában van szerepe.
Közismert vizelethajtó, de alkalmazzák vese- és hólyagbántalmak esetén is. Külsőleg kelések érlelésére használják borogatóként, illetve toroköblítőként. Tudományosan igazolt, hogy jótékony hatást fejt ki neurodermatitis (allergiás vagy idegi alapú bőrbetegségek) esetén. Szilícium tartalma miatt pedig szerepe van a hajszálak, körmök, kötőszövetek felépítésében.
Borágó tea:
Jó vizelethajtó, alkalmazása vese- és hólyagbántalmak esetén ajánlott.

### Borostyán
(Hedera helix)
A teát a növény leveléből készítik, egy csésze (2,5  dl) vízre 1/2 evőkanál apróra vágott borostyánlevelet használunk.
Teáját máj- és epekőbántalmak ellen isszák, de bőrnyugtatóként is használják, visszérkrémek alkotórészeként. A népi gyógyászatban ótvar, fejtisztátalanság esetén hajmosásra alkalmazzák. Sárgaság elleni teakeverékek alkotóeleme.

### Borsmenta
Emésztési zavarok, felfúvódás, görcsök, gyomor-, epe- és bélbajok ellen.
A teakészítést lásd a menta leírásánál.

### Cickafark
(Achillea millefolium)
Virágját erős napsütésben szedjük, mert ilyenkor a legtöbb benne az illóolaj, amely a gyógyhatást biztosítja. A kamillához hasonlóan guajanolid típusú szeszkviterpén laktonokat tartalmaz. Gyomor- és bélgyulladás, gyomorvérzés, vérző aranyér, megfázás, reumatikus hátfájás, keringési zavarok, érgörcsök gyógyítására használjuk. Szabályozza a veseműködést. Szédülés, hányinger, orrvérzés, de váladékozással, könnyezéssel járó szembántalmak esetén is alkalmazható.
Cickafark tea: A csészénként 1 púpozott kávéskanál cickafarkfüvet némelyek 2-3 percig forralják, mások forrázás után 10 percen át áztatják majd leszűrik. Reggel és este 1-1 csészényit melegen fogyasztunk el belőle. Rendszeresen vagy kúraszerűen fogyasztva az idült bántalmakat is megszünteti. Van aki 20-30 perc áztatási időt javasol.

### Csalán
(Urtica dioica)
A fehér és a sárga virágú csalán is gyógyhatású. Virágzás előtt a levelét, tavasszal és ősszel a gyökerét gyűjtjük. Egész évben szedhető. A növény minden részét (levél, virág, szár, gyökér) felhasználjuk. Frissen és szárítva is nagyon jó hatású. Teának a zsenge felső levelek valók.
Hatása: vértisztító, vérképző, vízhajtó, regeneráló. Fejfájás, szédülés, vashiányos betegségek tüneteinek enyhítésére, vércukor csökkentésére, ekcéma ellen és reumatikus panaszok kezelésére, megelőzésére használjuk.
Csalán tea: csészénként 1-1 púpozott evőkanálnyi csalánt leforrázzuk, fél perc múlva leszűrjük. Naponta 1-4 csészényit fogyasztunk el belőle. Reggeli előtt fél órával 1 csészényit, napközben 2 pohárnyit, este 1 pohárnyit kell kortyonként meginni 4 héten keresztül. Cukor hozzáadása nélkül készítsük el. A kényesebbek kamilla- vagy mentateával, ill. kevés mézzel javíthatják az ízét. Idült betegségek esetén a napi adagot 2,5 literre fokozzuk, és a kúrát 1-2 hét múlva ismételjük meg. Tavasszal és ősszel 1-2-3 hetes kúra mindenkinek ajánlott.

### Cserszömörce
(Cotinus coggygria)
Hazánkban a Bükk, a Mecsek és a Bakony hegyeiben található, de élénk sárgába, majd tűzvörösbe váltó őszi lombkoronája miatt kertekben is előszeretettel telepített fás szárú cserje vagy fa. A meleg, száraz, meszes helyeket kedveli. Buga-virágzata, és ping-pong-ütőhöz hasonló kerekded levelei vannak. A levéldrog cserzőanyagban rendkívül gazdag, tartalmaz még flavonoidokat, szerves savakat, illóolajat is. A növény ágrész nélküli zöld levelét hasznosítják gyógyászati célokra. Gyűjtési ideje május, június. Bizonyítottan jó gyulladáscsökkentő, fertőtlenítő és összehúzó szer. Használata javasolt bélhurut, gyomor- és bélvérzés esetén, de külsőleg is alkalmazzák szájöblögetőként fogíny- és torokgyulladás ellen. Aranyeres bántalmak során ülőfürdőt is készítenek főzetéből. A növényből ipari bőrcserző-anyagot és sárga festékanyagot is kinyernek. Fája hazánkban kedvelt kelmefestőszer volt a kézműiparban, a népművészek ma is használják.
Cserszömörce tea:
2,5 dl forrásban lévő vízzel leforrázunk 2 teáskanálnyi összezúzott levelet, majd 10 perc elteltével a főzetet leszűrjük. (Bélhurut esetén javallott.)

Öblögető: Fogíny- és torokgyulladás esetén ajánlott.

Ülőfürdő: Vérző aranyér kezelésére ajánlják.

### Citromfű
(Melissa officinalis)
Nyugtató, fejfájás-csillapító, idegerősítő, görcsoldó, emésztésjavító.
A citromfű leveleinek hatóanyagai az illóolajok (citronellál, citrál), cseranyagok, flavonoidok, kávésav. Hatóanyagai nyugtató és vírusölő hatással rendelkeznek. Külsőleg a Herpes simplex helyi kezelésére alkalmas. Ideg- és szívnyugtató, görcsoldó. Serkenti az emésztést, és gyakran alkalmazzák fejfájás, álmatlanság, alvászavarok esetén is. Enyhíti az idegességet, szerepe van a depresszió oldásában is. Gyomorrontás, gyomorsavtúltengés, hányinger, puffadások idején különösen jó citromfüvet alkalmazni. Ismeretes még izzasztó, szélhajtó, epeműködést serkentő hatása is. Az illóolaj reumás panaszok enyhítésére használható fürdőként és bedörzsölő szerként.
Citromfű tea: 1 csésze forró vízbe helyezzünk 3 teáskanálnyi citromfű-levelet, majd 10 perc állás után szűrjük le. Naponta 3 csészével (többször 1-1 csészével) fogyasszunk 4-6 héten át. Ideges állapotban, depresszió esetén ajánlott.
Fürdő: 1 l vízben forraljunk fel 10 evőkanál citromfüvet, majd 10 perc múlva szűrjük le. A főzetet öntsük a fürdővízhez, és vegyünk benne 10-20 perces fürdőt.
Tinktúra: Öntsünk 100 ml vodkát 4 teáskanálnyi citromfűre, és hagyjuk állni két hétig meleg helyen, majd szűrjük le. Sötét, légmentesen záródó üvegben tároljuk. Fejfájás esetén dörzsöljük be a halántékot a tinktúrával, de herpesz esetén, illetve depresszió oldására is alkalmazható.
Illóolaj: Övsömört is gyógyíthatunk vele; egy teáskanálnyi olívaolajhoz adjunk 5 csepp illóolajat, és masszírozzuk be a kívánt bőrfelületet. Feszültségoldásra is kiváló.
Fűszerként: Halak, szárnyasok, saláták, desszertek ízesítésére kiváló.

### Csipkebogyó
(Rosa canina)
A vadrózsa, vagy más néven gyepűrózsa cserjés növény, amely megtalálható erdőszéleken, hegyvidékek lejtőin, domboldalakon, legelőkön. A növény gyógyászati célokra használt termését (Cynosbati pseudofructus), szeptember környékén gyűjtik. A vadrózsa virágtermését, a csipkebogyót, akkor szedjük, ha már a dér megcsípte, a termés puhulni, ráncosodni kezd. Kiváló vitaminforrás, jelentős C-vitamin-tartalma a citroménak tízszerese, de A-, B-, K- és P-vitamint, vasat, magnéziumot, pektint, flavonoidokat, cukrot, alma- és citromsavat, cseranyagot is tartalmaz. A csipkebogyó drogja kétféle alakban kerül kereskedelembe, szárítva és szőreitől, magvaitól megtisztítva csipkehúsként.
A C-vitamin fokozza a szervezet ellenálló-képességét, a flavonoidok gyulladásgátló és antibiotikus immunerősítő hatást fejtenek ki, a pektinek pedig segítik az emésztést. A bogyóból készített gyógytea influenzás időszakban, meghűléses megbetegedések idején rendszeresen fogyasztandó. Ismeretes gyógyhatása vese- és hólyagbántalmakra, bélhurut és hörghurut esetén. Emésztést javító hatása közismert, gyenge vizelethajtó tulajdonságú. A csipkebogyó készítmények jól használhatók erősítő, üdítő és élvezeti célokra is. Ízjavító hatása miatt gyógynövénykeverékekben, gyümölcsteákban széles körben alkalmazzák. Egyes népek még likőrt, bort és pálinkát is készítenek belőle, a svédek pedig levesnek főzik meg. A csipkebogyó tartalmazza a legtöbb C-vitamint az összes vad és kerti gyümölcs közül. Levelének forrázata is frissítő, összehúzó hatású gyógytea.
Csipkebogyó tea: Egy púpozott evőkanálnyi csipkebogyó szárítmányt, 5 dl hideg vízben 1-2 órán keresztül áztatjuk, majd felmelegítjük és leszűrjük. Mindkét esetben langyosítva, kb. 35-40 °C-on használjuk fel. Mézzel édesítve nem csak kiváló élvezeti tea, hanem immunerősítő, a meghűléses időszakok kiváló gyógyszere is.

### Diófa
(Juglans regia)
A diófa közép-európai és mediterrán fa. A naftohidrokinon-származék hatóanyaga legnagyobb részben a zöld éretlen termésfalban található meg, de nagy mennyiségben a levélben is. Gyűjtésnél a friss, fiatal leveleket keressük. Sokféleképpen felhasználhatjuk:
- Külsőleg: hüvelyi fehérfolyás esetén, pattanások, gennyes kiütések kezelésére, izzadt láb lemosására, haj regenerálására.
- Öblögetés: szájpenész ellen, valamint fogíny, torok- és gégebetegségek esetén.
- Diólevél tea: 1 púpozott evőkanálnyi diólevelet apróra vágva, 5 dl hideg vízben 12 órán keresztül áztatunk, majd felmelegítjük és leszűrjük. Mindkét esetben langyosítva, kb. 35-40 °C-on használjuk fel. Igen hatásos szer emésztési zavarok, így székrekedés, étvágytalanság esetén, és vértisztító hatása is van.

### Édesgyökér
(Glycyrrhiza glabra)
A Földközi-tenger mentén őshonos növény nálunk is termeszthető, főleg homoktalajon. A növény gyökérzetét használják gyógyászati célokra, amelynek gyűjtési ideje: október-április. A gyökeret alaposan meg kell tisztítani!
Édesgyökér tea: Csészénként 1-1,5 teáskanálnyi drogot forrásban lévő vízzel leöntünk, 15 percig állni hagyjuk, majd leszűrjük. A nyálkatartalom mennyiségének megőrzéséhez célszerű azonban a földfelszín alatti részeket hideg vízzel felönteni és csak rövid ideig főzni. Naponta háromszor étkezések után fogyasztandó egy csészényi tea. Kezelési idő 1-2 hét. Légúti hurutok esetén kiváló gyógyír.
Ellenjavallat
Általában a hosszan tartó, illetve nagy dózisban való használatkor a vérnyomás emelkedéséről számolnak be, ezért alkalmazása nem javasolt magas vérnyomás, veseelégtelenség, májbetegség, káliumhiány esetén és terhesség alatt. A szteroidhatás miatt, orvosi ellenőrzés mellett is csak maximálisan 6 hétig megengedett a használata.

### Édeskömény
(Foeniculum vulgare)
Világszerte, szinte valamennyi kontinensen termesztik. Számos termesztett változata, illetve alfaja alakult ki. Ezek közül a legfontosabb a Foeniculum ssp. capillaceum, azaz az ún. „hajszerű" alfaj. Ezen belül a var. vulgare, a közönséges édeskömény, illetve a Foeniculum var. dulce, a római és a Foeniculum var. azoricum, az olasz édeskömény a legismertebb. A legutóbbit szinte kizárólag a szárgumójáért ültetik, mert termése többnyire kellemetlen ízű.
A gyógyászatban köhögés elleni, görcsoldó és étvágyjavító hatását érvényesítik. Különösen a gyermekgyógyászatban ismert görcsoldó teaként. Sok helyen az illata miatt vadánizsnak is nevezik. Egyes gyógyító könyvekben szemerősítő hatásáról is írnak. Illóolaját a likőr- és kozmetikai ipar hasznosítja. A termés a háztartásban is közkedvelt fűszer, süteményeken kívül saláták, főzelékek, halételek ízesítője. Erős aromája (illóolaj tartalma) miatt jól záródó dobozban tároljuk.
Édeskömény-tea: Egy evőkanálnyi őrölt magot fél liter forrásban levő vízbe teszünk. 2 perc után lehűtjük, szűrjük, és csészényivel étkezés után iszunk belőle. Kiváló emésztést serkentő, puffadásgátló hatása van.

### Eukaliptusz
(Eucalyptus globulus)
Gyógyászati célra a fa leveleit használjuk. Leveleik rendkívül érdekesek: a hosszú száron ülő levéllemez kitűnően tudja követni a napfényt, mindig úgy fordul, hogy élével a Nap felé álljon, s így nem hevül föl, és soha nem ad árnyékot.  A levél illóolajat (eukalopitolt), cserzőanyagokat, triterpéneket, floroglucin származékokat tartalmaz. Az illóolaj összetétele és aromája eukaliptuszfajonként változik. Olaja az eukaliptolnak köszönhetően antiszeptikus, nyákoldó és hűsítő hatású. Kiváló köptető, görcsoldó. Hatóanyagai miatt légúti megbetegedések esetén inhalálásra és a fogászatban szájöblítésre használják. Eukaliptuszlevél kivonattal kezelnek sebeket, keléseket is, továbbá közismerten jó fájdalomcsillapító és gyulladáscsökkentő. Az eukaliptuszfa olaja a légzőszervi- és bőrfertőzéseket okozó kórokozókkal szemben bizonyítottan jótékonyan segít. A brazíliai népi orvoslásban több eukaliptusz fajt használnak meghűlés, influenza, láz és egyéb légúti fertőzések kezelésére.
Eukaliptusz tea: Csészénként 1 teáskanálnyi drogot forró vízzel leöntünk, majd 10 perc múlva leszűrünk. Légúti megbetegedésekre, hörghurutra ajánlott.
Eukaliptusz gőzölés: Légúti megbetegedések ellen és szájöblítésre alkalmazzák.
Eukaliptusz olaj: Az eukaliptuszolaj szauna- és fürdőolajok, fürdősók, szájüreg- és garatápoló oldatok, fogápoló készítmények alkotórésze, továbbá orrcseppekben, orrkenőcsökben is megtalálható.
Eukaliptusz ellenjavallat: Túladagolás esetén émelygést, hányást, hasmenést okozhat. Ne alkalmazzuk a gyomor-bélrendszer gyulladásos megbetegedései esetén. A gyermekeknél legalább 5 éves korig ellenjavallt alkalmazásuk. Gyengítheti más gyógyszerek hatását.

### Fagyöngy
(Viscum album)
A fakínfélék (Loranthaceae) családjába tartozó, félélősködő, kétlaki, gömb alakú cserje. Előfordul lombos fákon: nyárfán, hársfán, akácon, almafán, vadkörtén stb. A fagyöngyfélék családnak több mint ezer faja ismert, hazánkban viszont csak két fajuk él, a sárga és a fehér fagyöngy. A fehér fagyöngy ágvégeit hasznosítják gyógyászati célokra, melyeket ősztől tavaszig – a gazdafák lombfakadásáig – érdemes gyűjteni. A fagyöngy a tápanyagok egy részét a gazdanövényből szívja fel, így természetesen a hatóanyag-összetétele is változó lehet. A növény tartalmaz szívre ható viszkotoxint, aminokat (kolint, hisztamint, tiramint), lektint, lignánt, flavonoidokat, fahéjsav-származékokat.
A fehér fagyöngy termése borsónyi méretű, fehéres színű, sűrű ragadós nedvű bogyó. A leveles hajtásokat szedjük, a bogyókat eltávolítjuk.
Hatásai: A fagyöngy kiváló gyógyír belső vérzések ellen, serkenti a szívműködést, és használják görcsoldóként is. Magas vérnyomás esetén használják, mert a kísérő panaszokat – a fülzúgást, szédülést – enyhíti. Szívbetegség kezelésében hatásos vérnyomás-szabályozó, vérkeringés-serkentő, erősíti a szívet, a pulzusszámot csökkenti.
Fagyöngy tea: csészénként 1-1 púpozott kanálnyi felaprított fagyöngyhajtást hideg vízben 12 órán keresztül áztatjuk, majd felmelegítve leszűrjük. 2 héten át napi 2 csészényit, a harmadik héten 1 csészényit fogyasztunk.
Ne tévesszük össze a tölgyfákon élősködő sárga fagyönggyel, a fakínnal (Loranthus europaeus). A drog, csak óvatosan, orvosi felügyelet mellett használható – viszkotoxin tartalma miatt.

### Fehérakác
(Robinia pseudo-acacia)
A növény virágzatát hasznosítják gyógyászati célokra. Az akác jellegzetes, édeskés illatú, fehéres vajszínű virágját friss nyílásában érdemes szedni, mégpedig úgy, hogy a virágokat lefejtjük a fürtökről, majd jól megszárítjuk. A virágzás májusra, június elejére esik. A virág illóolajat (linalolt) tartalmaz.
A virágtea köhögéscsillapító, enyhe hashajtó, a túlzott gyomorsavképződést gátló. A kéregfőzet gyomorsavtúltengés, székrekedés, gyomor- és bélfekély ellen használatos. A kéreg alkalmazásában óvatosság ajánlott, mert robin és fazin nevű mérgező fehérjéket is tartalmaz!
Akácvirág tea:
Akácvirág tea: 2 dl forró vízzel leforrázunk 2 teáskanálnyi szárított akácvirágot, majd 5 perc elteltével leszűrjük. Íze kellemes. Az akácvirág jó köhögéscsillapító hatású, de használják még túlzott gyomorsav-termelődés esetén.

### Fehér árvacsalán
(Lamium album)

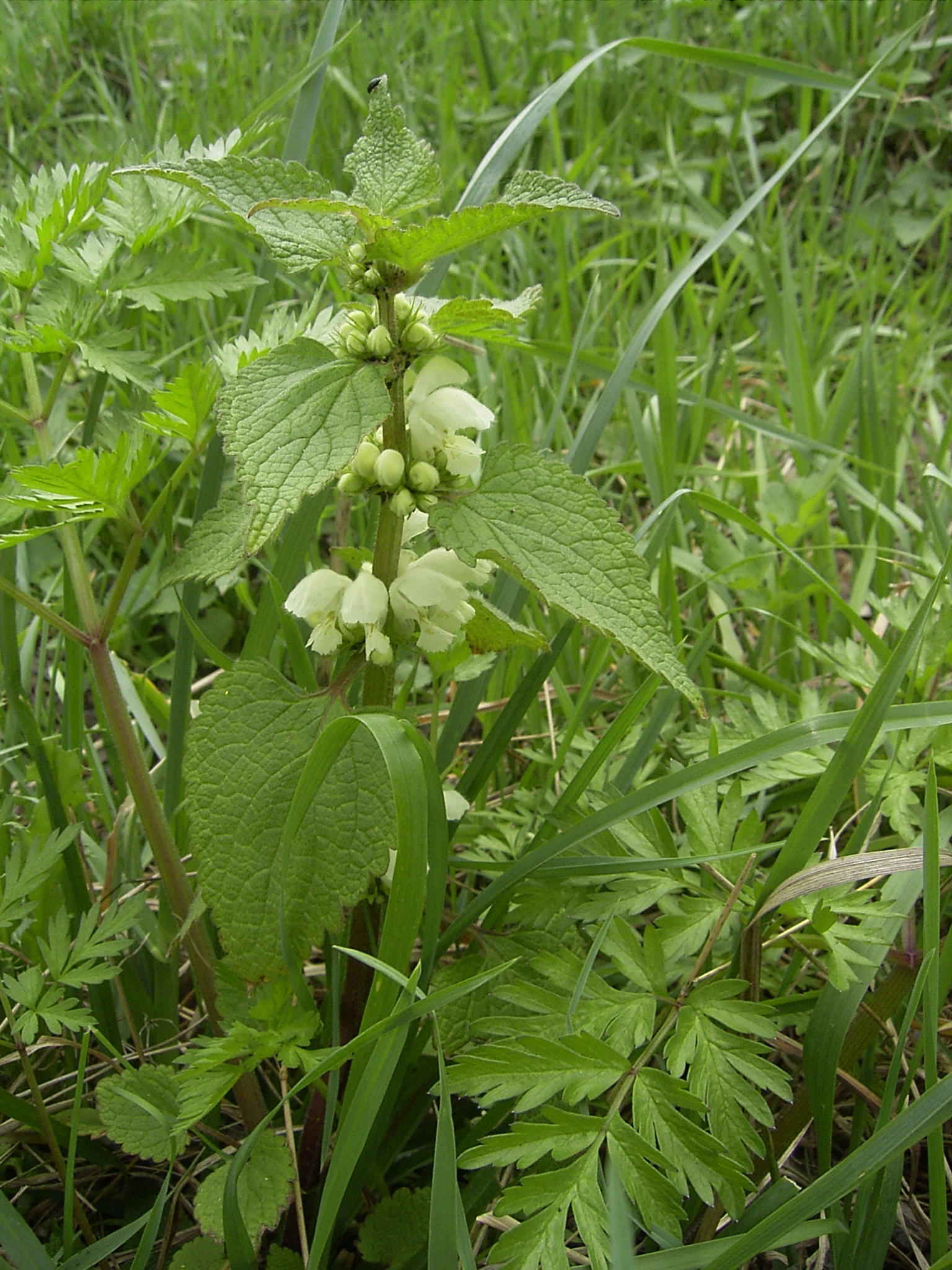
Fehér árvacsalán

Az árvacsalán húgyúti és emésztési problémákra (hasmenés, felfújódás, gyomorhurut, felfúvódás), valamint álmatlanság esetén javasolt.
Külsőleg a korpa eltávolítására és a fejbőrviszketés enyhítésére alkalmazzák. A bőr és a nyálkahártya gyulladásaiban is hatékony, és jó gyógyszer a fehérfolyás ellen.
A különféle idegi problémák, valamint az emésztő-, a húgyúti és a légzőrendszer gyulladásinak kezelésére és a nyirokkeringés serkentésére ajánlott gyógykészítmények egyik alapanyaga.
A fehér árvacsalán hatásos a magas vérnyomás ellen, elősegíti a kiválasztást, valamint gyulladásgátló hatású.
A virágos hajtásokat fürdők formájában végbéltáji gyulladások kezelésében alkalmazzák. Mai ismereteink szerint sem káros mellékhatását, sem mérgező voltát nem bizonyították.
Fehér árvacsalánvirág fürdő:
2 marék fehér árvacsalán-virágzatot 1 liter forró vízzel leforrázunk, majd 20-30 perc elteltével leszűrjük, és a fürdővízhez adjuk. Alkalmazható kéz-, láb- és ülőfürdőként, alkalmazási ideje max. 20 perc.

### Fekete áfonya
(Vaccinium myrtillus)
A fekete áfonya,  a hangafélék (Ericaceae) családjába tartozó, a nyirkos, savanyú talajú erdőket kedvelő 20–40 cm magas cserje. Észak-Európából származik, ahol vadon, erdők szélén, lankásokon, középhegységekben él. Igen magas az ásványi só, fém és nyomelem tartalma, aminek következtében gyógyászati felhasználása rendkívül sokrétű.
A növény gyenge, leveles hajtásait, és érett termését gyűjtjük. A cserje május-júniusban virágzik, termése augusztusban érik. A levél cserzőanyagokat, flavonoidokat, iridoidokat, króm és mangán vegyületeket tartalmaz. A termés katechin típusú cseranyagot, gyümölcssavakat, invert cukrot, antocián glikozidokat tartalmaz.
A levélből készült tea jó szél- és vizelethajtó, megszünteti a bélrendszer hurutos megbetegedéseit. Segít vese- és hólyagbántalmak esetén is. A levélből előállított szereket külsőleg összehúzó szerként alkalmazzák. Belsőleg történő használatra időskori cukorbetegség esetén alkalmazható szakorvosi felügyelet mellett.
A termésből szintén készítenek teát gyomor- és bélhurut, hasmenés kezelésére, de közkedvelt és ízletes a belőle előállított lekvár, szörp és bor is. Az áfonyabor erősítő hatású. A terméséből készült „gyógypálinka”, melyet szájüregi és fogínygyulladás esetén fogyasztanak, baktériumölő hatással is rendelkezik. Az áfonya kivonatos formában gyógyszertárakban kapható.
Áfonyalevél tea:
A levélből készült teát elsősorban szél- és vizelethajtóként, illetve bélhurut ellen használják, de alkalmazzák vese- és hólyag-megbetegedések esetén is.
Áfonyabogyó tea:
A terméséből készített tea, kellemes íze miatt mindennapi üdítő folyadékként fogyasztható.
Áfonya ellenjavallat:
A fekete áfonya leveleinek nyersen történő, túlzott fogyasztása mérgezést okozhat.

### Fekete ribiszke
(Ribes nigrum)
A cserje friss, egészséges, ép levelét gyűjtsük gyógyászati célra. Gyűjtési ideje a tavaszi és a nyári hónapokra esik. A levéldrog flavonoidokat, procianidineket, illóolajat és C-vitamint tartalmaz. A gyümölcstermés a C-vitamin mellett E- és B-vitamint, valamint karotint és vasat is tartalmaz. A levélből készített tea vizelethajtó hatású, de fogyasztják magas vérnyomás, vesebaj esetén is. A népi gyógyászatban régen alkalmazták reumás és köszvényes panaszokra. A fekete ribiszke magjának zsíros olaja gazdag gamma-linolénsavban, a neurodermatitisz, – krónikus, erős viszketéssel járó bőrbetegség – kezelésében egyre nagyobb jelentőséget tulajdonítanak.
Fekete ribiszke tea: 2,5 dl vizet felforralunk, hozzáadunk 2 teáskanálnyi szárított levéldrogot, hagyjuk állni 5-6 percig, majd leszűrjük. Minden évben kúraszerűen fogyasztható. Nagy mennyiségben fogyasztva erős nyálkahártya irritációt válhat ki! Beszűkült vesefunkció és korlátozott szívműködés által kiváltott ödémák kezelésére nem alkalmazható!
Fekete ribiszke tea:  Csészénként 1 púpozott teáskanál fekete ribizli levelet fél liter vízzel leforrázunk, de nem főzzük, 1 percig állni hagyjuk, leszűrjük. Mézzel ízesíthetjük, naponta 1-2 csészényit forrón kortyolgatunk el belőle.  Ajánlott megfázás, influenza esetén, illetve megelőzésére. Minden évben kúraszerűen fogyasztható. Élvezeti teaként, gyermekek részére is ajánlható.

### Fodormenta
(Mentha spicata var. crispata)
Puffadás, felfúvódás ellen hatásos.
- Fodormenta tea: Csészénként 1 púpozott teáskanál mentalevelet fél liter vízzel leforrázunk, 1-2 percig állni hagyjuk, majd leszűrjük.

Mézzel ízesíthetjük, naponta 1-2 csészényit forrón kortyolgatunk el belőle. Élvezeti teaként, gyermekek részére is ajánlható. Minden évben kúraszerűen fogyasztható.

### Foltos árvacsalán

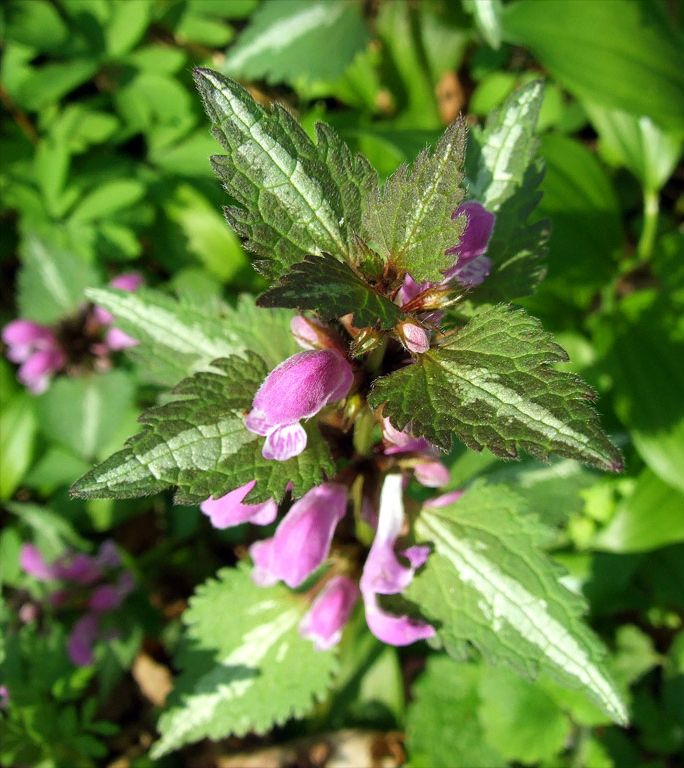
Foltos árvacsalán

(Lamium maculatum L.) – (Hódos vagy pettyegetett tátkanaf, holtcsalán, méhfű, peregtető, szelídcsalán, macskaparéj)
A növény leveles, virágos hajtását, április-július hónapokban gyűjtik, és hasznosítják gyógyászati célokra. A kora tavaszi, zsenge hajtásaiból főzeléket főzhetünk.
Bizonyítottan jó légúti megbetegedésekre, a húgyutak hurutos megbetegedései, fertőzései esetén. Gyomor- és bélpanaszok kezelésére is kiváló. Külsőleg bőrbetegségek, visszércsomók, aranyér, lábszárfekély kezelésére és a szájüreg, torok gyulladásainak mérséklésére használják.
Foltos árvacsalánvirág tea:
2 teáskanálnyi árvacsalán-virágot egy csészényi forró vízzel leforrázzuk, majd 10 perc múlva leszűrjük. Naponta 2-3 csészényit fogyasszunk belőle. Kúraként 4-6 hétig alkalmazzuk.
Foltos árvacsalánvirág fürdő:
2 marék árvacsalán-virágzatot 1 liter forró vízzel leforrázunk, majd 20-30 perc elteltével leszűrjük, és a fürdővízhez adjuk. Alkalmazható kéz-, láb- és ülőfürdőként.Alkalmazható kéz-, láb- és ülőfürdőként, alkalmazási ideje max. 20 perc.

### Földitömjén
(Pimpinella saxifraga)
Utak mentén, szárazabb területeken termő, évelő növény. Apró virágai fehérek vagy rózsaszínűek. Júliustól szeptemberig nyílnak, a növény gyökerét hasznosítják gyógyászati célokra. A földitömjén jól ismert gyulladásgátló, étvágyjavító, görcsoldó, vizelet- és epehajtó tulajdonságáról, de alkalmazzák nyálkaoldóként, köptetőként (felső légutak gyulladása esetén) is. Illóolajai révén (fenol-észter-epoxid) fokozza a nyálkahártyák váladéktermelését, és hígítja a váladékot, így az például könnyebben felköhöghető a légutakból.
Földitömjén tea: 2 dl hideg vízbe tegyünk 1 teáskanálnyi szárított földitömjént, forraljuk fel, és főzzük 3 percig, majd szűrjük le. Időnként kortyolgatva naponta 2-3 csészényit fogyasszunk belőle. Étvágytalanság, emésztési panaszok esetére javasoljuk.
Földitömjén kivonat (hideg vizes): 2 teáskanálnyi szárított földitömjéngyökeret 2 dl vízben hagyjunk állni egy éjszakán át, majd szűrjük le. Torokgyulladás esetén öblögessen vele. A földitömjén könnyen összetéveszthető más ernyősvirágzatú növényekkel.

### Füzike
(Epilobium parviflorum)
Levelét, virágát, szárát gyűjtjük, szárítjuk. A teája vagy tinktúrája, prosztatabetegségek, a kezdődő prosztatarák gyógyításában csodaszernek számít. Akik a prosztatájukkal betegeskednek, meggyógyulhatnak a kisvirágú füzike segítségével, gyakran még megműteni sem kell őket. Ha már sor került a műtétre, a füzike teája elmulasztja a seb égő fájdalmait, és mindazokat a panaszokat, amelyek gyakran jelentkeznek műtét után. Nem csak a férfiak gyógynövénye, gyulladáscsökkentő hatása miatt állandó hólyag- és húgyhólyaggyulladásban, hólyaggyengeségben szenvedő nők is sikerrel alkalmazhatják. Bár mellékhatásai nem ismeretesek, egy kúra ajánlott időtartama 4 hét. A tapasztalat szerint a panaszok ezalatt jelentősen mérséklődnek, illetve megszűnnek. Szükség esetén a kúra 2-3 hét után ismételhető. De minden esetben ajánlott konzultálni az orvossal.
Füzike tea: csészénként 1-1 púpozott kanálnyi füzikét leforrázzuk, fél perc múlva leszűrjük.Naponta 2 csészényit, étkezés előtt fél órával kortyolgatunk el.

### Galagonya
(Crataegus monogina;Crataegus oxyacantha L.)
Hatóanyag: trimetilamin, kvercitrin és kvercetin. A gyümölcsében crataegussav van. A galagonyát a „szív gyógynövényének” is nevezik, mert bizonyítottan jó szíverősítő és szívnyugtató. Jótékony hatással van a fáradt, túlterhelt, stresszben élő szívre, javítja a szívizomsejtek aktivitását, serkenti a szívizom vérellátását. Teakeveréke értágító és vérnyomáscsökkentő hatású, fogyasztása javallt koszorúér-betegségek esetén. Segít a vérkeringési problémák enyhítésében, visszaszorítja az érelmeszesedés kialakulását. Öregkori szívpanaszokra, illetve a szívizmok degenerációs megbetegedéseire ajánlott a  galagonyatea és a galagonyatartalmú készítmények fogyasztása.
Virágát, termését, kérgét 1-1 arányban szedjük, frissen és szárítva is használhatjuk magas vérnyomás, szívizomgyengeség, agyi vérellátási zavarok esetén.
Galagonya tea:  csészénként 1-1 púpozott kávéskanál aprított galagonyát leforrázzuk, fél perc múlva leszűrjük. Naponta 2 csészényit kortyolgatunk el belőle. Mellékhatása nincs. Készítenek belőle még tinktúrát, tablettát, melyek a virágot, levelet és bogyót is tartalmazzák. Használata előtt érdemes orvosi kivizsgálást kérni, és tisztázni a betegség súlyosságát.

### Görögdinnye
(Citrullus lanatus)

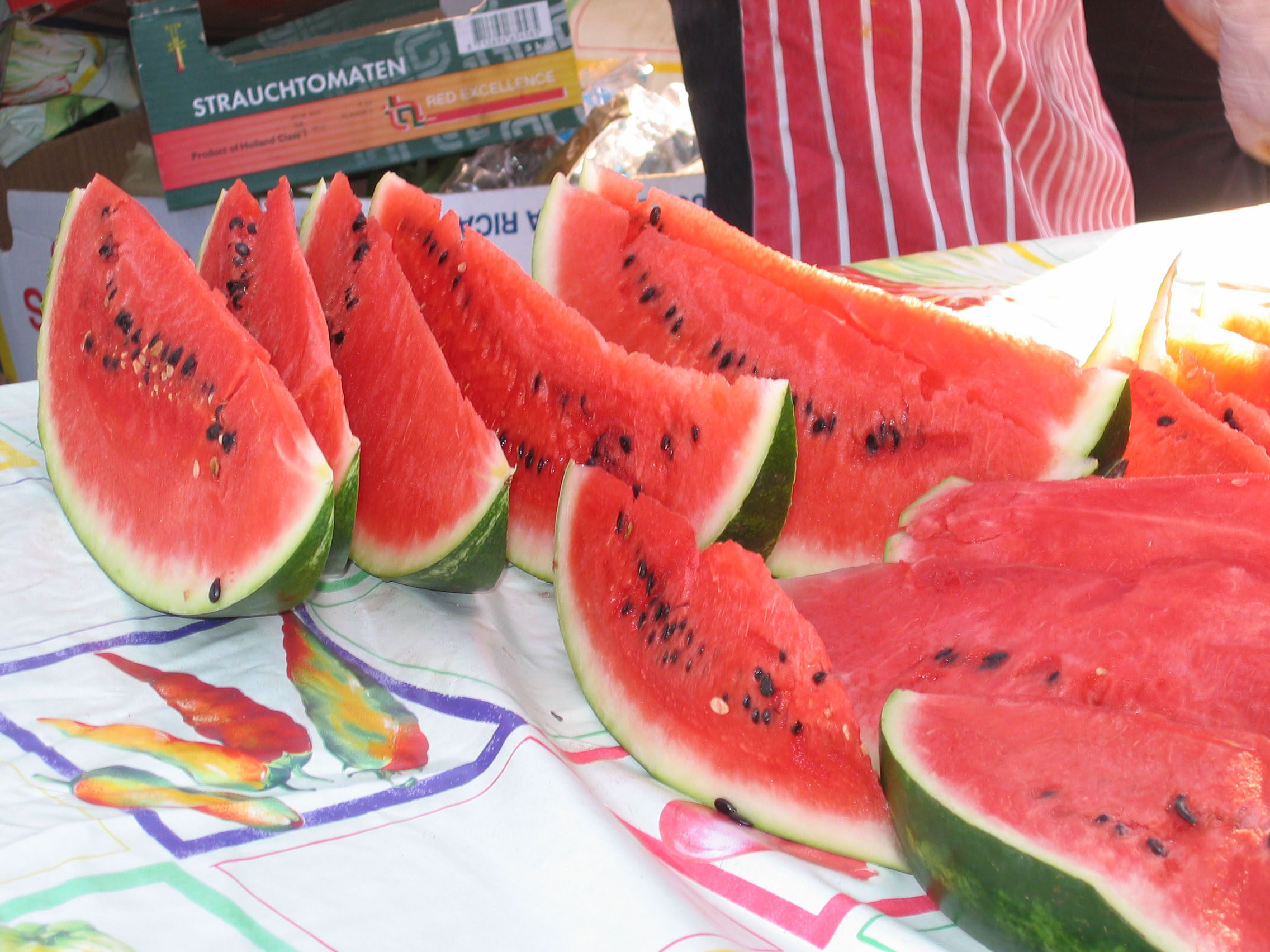
Szeletelt dinnyék

A görögdinnye magja is alkalmas gyógyítási célokra, két fajta betegségben is hozhat enyhülést. A vese munkájának hanyatlása 30-40 éves korban kezdődik, és halálunkig tart. Ez a folyamat lassítható, esetleg fokozott javulás is várható.
Görögdinnyemag tea:
- Vesebajra: Fél liter vízben lassú forralással főzzünk 2 kanál görögdinnye magot tizenöt percig. Naponta fogyasszunk három csészével ebből a teából a fő étkezések között.
- Cukorbajra: (diabétesz) Két liter vízbe tegyünk 5 evőkanál görögdinnyemagot, főzzük kb. 40-45 percig. Ha elfőtte a vizet utánatöltjük annyira, hogy a napi folyadék szükségletünket kielégítse. Naponta hat-nyolc pohárral fogyasszunk ebből a teából.

### Gyermekláncfű
(Taraxacum officinale)
Virágzás előtt a levelét, tavasszal és ősszel a gyökerét, virágzás idején a virágszárat gyűjtjük, és frissen fogyasztjuk. (A virágot csak a mosás után távolítsuk el.)
Használhatjuk epebántalmak és májbetegségek, bőrviszketés, sömör, nyirokcsomó duzzanatok gyógyítására. Gyökeréből frissen vagy szárítva készíthetünk teát, amely vértisztító, vérhígító, vizelethajtó, izzasztó hatású.
Gyermekláncfű  tea: csészénként 1-1 púpozott kanálnyi apróra vágott gyermekláncfüvet leforrázzuk, fél perc múlva leszűrjük. Naponta 2 csészényit igyunk belőle. Élvezeti teaként, gyermekek részére is ajánlható.

### Gyömbér
(Zingiber officinale)

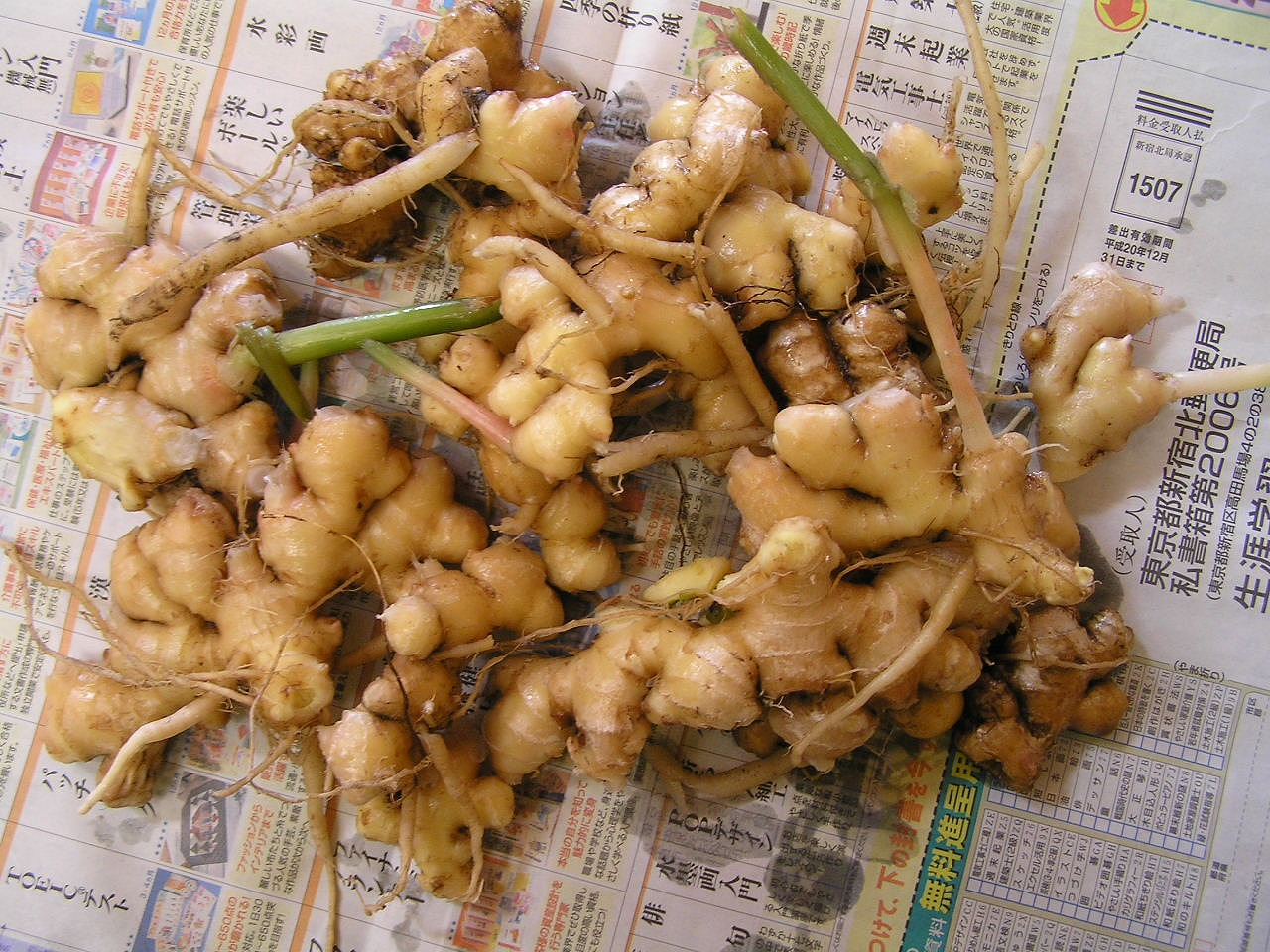
friss gyömbérgyökér

A gyömbért már a Kr. e. 3000 körüli első kínai nagy füvészkönyv, a Pen Cao Csing fontos gyógyszerként említi. Hatóanyagai: glikozidok, illóolajok, keserű anyagok, cseranyagok. Gyógyászati célra a növény gyökerét használják.
A növény illóolaja csökkenti a nyálkahártyák irritációját, nyugtatja a gyomrot. Mivel nem hat a központi idegrendszerre, ezért nem okoz mellékhatásként fáradtságot, álmosságot, így azok is nyugodtan használhatják, akik vezetnek. A terhességgel járó reggeli rosszulléteket leginkább a gyömbér enyhíti. A gyógyszerek mellékhatásaként jelentkező émelygés, hányinger esetén is, gátolja a gyulladáskeltő anyagok képződését, így enyhíti a fájdalmat, javítja az ízületek mozgékonyságát, csökkenti a reggeli merevséget; segíti az influenzavírusok elpusztítását, növeli az immunrendszer fertőzésekkel szembeni ellenálló képességét, mérsékli a lázat. Gyulladáscsökkentő hatását ki lehet használni a megfázást kísérő hörghurut enyhítésében is. Csökkenti a koleszterinszintet a magas vérnyomást, mérsékeli a szívinfarktust kiváltó vérrögképződést, véralvadásgátló. Afrodiziákum: korianderrel és ginszenggel együtt a leghatékonyabb.
Gyömbér tea: Hámozzunk meg egy hüvelykujjnyi gyömbérgyökeret, vágjuk össze apróra, és főzzük 0,5 liter vízben félórán át, majd szűrjük le. Mézzel édesíthető. Naponta háromszor fogyasszuk, de friss gyömbérgyökér-törzset is rágcsálhatunk.
Citromos-mézes gyömbértea: 25 g friss gyömbérgyökeret 5 dl vízben felforralunk, majd lassú tűzön 20 percig főzzük. Ha már nem túl forró (mintegy 60-65 C-ra hűlt), mézet és citromlevet adunk hozzá.

### Hárs
(Tilia cordata)
A kislevelű hárs, felhasználandó részét, a kellemes illatú virágzatot a murvalevéllel együtt június folyamán gyűjtik. A gyűjtés idejének megválasztása nagyon fontos, mert sem a még zárt bimbó, sem a túlnyílott virág nem alkalmas jó minőségű alapanyagnak. A növényben megtalálható flavonoidok antibakteriális hatásúak. Meghűléses betegségekre, köhögéscsillapításra kiválóan alkalmas. Enyhíti a hörghurutos panaszokat, köptető, nyákoldó hatású. Nyálkaanyagai serkentik az immunrendszer működését. A hársfavirág teája hatásos izzasztószer meghűléses megbetegedések esetén. A népi gyógyászat szerint jó idegerősítő és vértisztító hatású.
Hársfavirág tea: 2-3 dl forró vízzel forrázzunk le 2 teáskanálnyi szárított hársfavirágot, majd 10 perc elteltével szűrjük le. Izzasztás céljából jó melegen fogyasszuk.

### Homoktövis
(Hippophae rhamnoides)
A homoktövis sarjtelepes, lombhullató, szél porozta tövises cserje vagy fa. Virágai március-áprilisban nyílnak. Termése narancssárga bogyó. Már az ókorban felismerték, hogy a homoktövis bogyója és levele gyógyhatással rendelkezik. Hazánkban is őshonos, védett növény a homoktövis, a Duna és a Dráva homoktalaján él. Vadon növő példányainak gyűjtése tilos, mert védett. A homoktövis növeli szervezetünk saját védekezésének hatékonyságát, hámosító és gyulladáscsökkentő hatása miatt segíti a sebgyógyulást, a bőrbetegségek gyógyulását. Használják meghűléses megbetegedéseknél. E-vitamin- és esszenciális zsírsavtartalmának köszönhetően jótékony hatással van a száraz, berepedezett bőrre, általános legyengülés, különösen fertőző betegségek és műtétek után jó immunrendszer-erősítő. A homoktövis nagy C-vitamin-tartalma miatt ideális téli gyógyszer.
Homoktövis tea: A leveléből készített teát meghűléses megbetegedések esetén alkalmazzák. A homoktövis-magolajat nem ajánlatos használni akut epehólyag-gyulladásnál és hasnyálmirigy-megbetegedéseknél. Ne kézzel szedjük, hanem ollóval vágjuk le termését.

### Izsóp
(Hyssopus officinalis)
A közönséges izsóp a mediterrán vidékeken őshonos, hazánkban termesztett illatos cserje. Elmorzsolt leveleinek illata a mentáéra hasonlít. A növény virágzó leveles hajtásainak felső részét kell szedni. Július-augusztusban virágzik. Évente kétszer aratható. Közismert jó köhögéscsillapító, vizelethajtó és étvágygerjesztő hatása, de alkalmazzák izzadáscsökkentőként is. Toroköblögető szerként rekedtség, fogíny és torokgyulladás kezelésére használják. Hörghurutos bántalmak esetén is ajánlott fogyasztása. Száraz köhögés esetén gyakran használják gargarizálásra.
Izsópfű tea: A teáskanálnyi szárított és összevágott izsópfüvet 3 dl vízben felforralunk, majd 10 perc után leszűrünk. Gyomor- és bélpanaszokra fogyasszuk.
Epilepszia, terhesség és szoptatás esetén fogyasztása fokozott óvatossággal történjék.

### Kakukkfű
(Thymus serpyllum)
Napfényes időben a virágát és a szárát gyűjtjük. Nyersen és szárítva is használhatjuk szamárköhögés, tüdőasztma, légúti panaszok esetén.
Kakukkfű tea: csészénként 1-1 púpozott kanálnyi kakukkfüvet leforrázzuk, fél perc múlva leszűrjük. Mindig frissen kell készíteni. Naponta 2 csészényit forrón kortyolgatunk el belőle.

### Kálmosgyökér
(Acorus calamus)
Használhatjuk általános gyengeség, étvágytalanság, gyomor- és bélfelfúvódás, mirigybetegségek, lisztérzékenység  és köszvény gyógyítására.
Kálmosgyökér tea: Egy csészében 1 teáskanál kálmost hideg vízzel leöntünk, éjszakára lefedjük. Másnap felmelegítjük és leszűrjük. Étkezés előtt és után 1-1 kortyot fogyasztunk belőle. Napi 6 kortynál többet nem szabad fogyasztani.

### Kamilla
(Matricaria recutita)

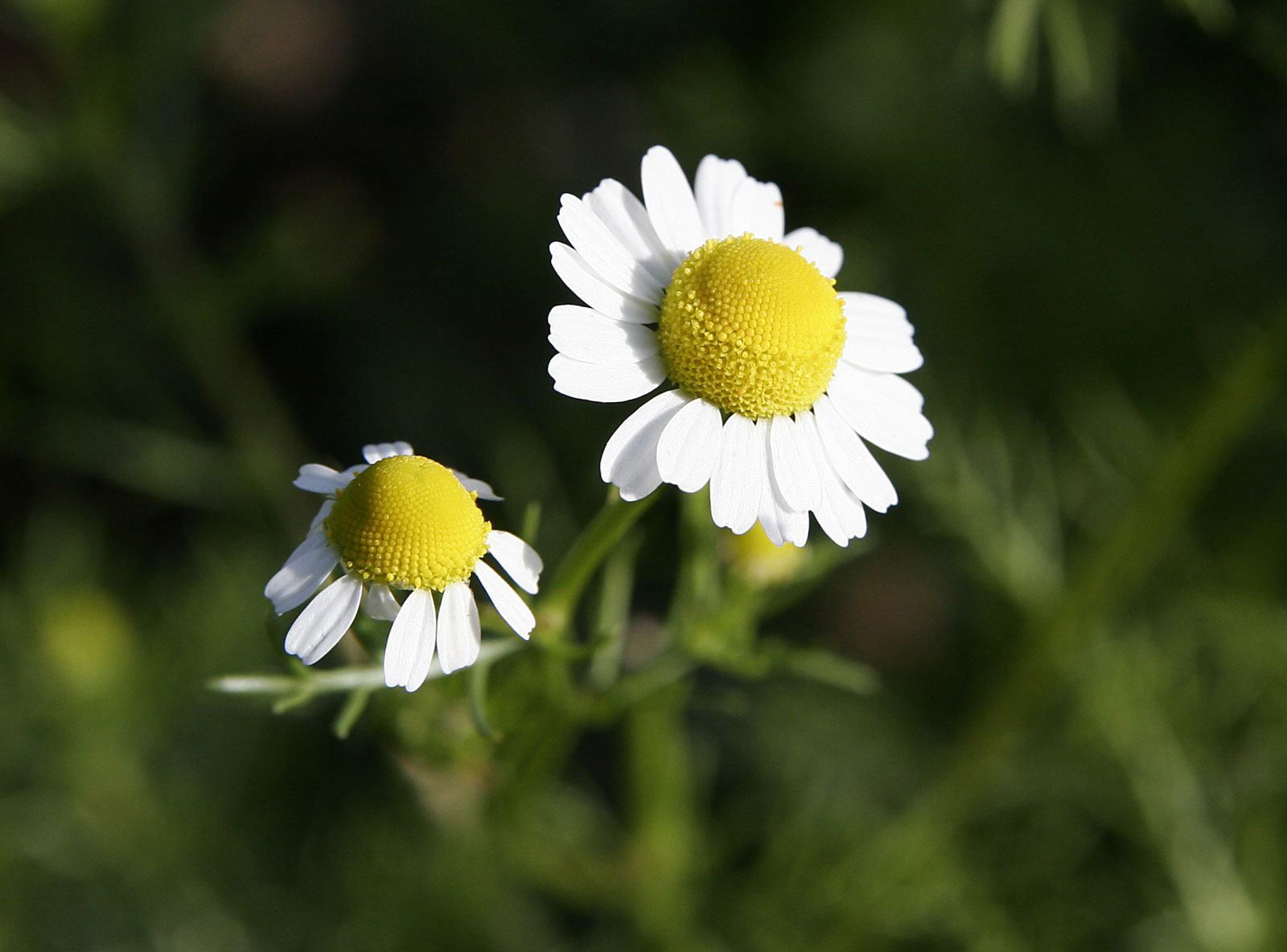
Kamilla virágzata

A virágát szedjük májustól augusztusig. Frissen és szárítva is használhatjuk hasfájás, görcsök, puffadás, hasmenés, kiütés, gyomorpanaszok, gyomorhurut, menstruációs zavarok, a menses kimaradása, altesti fájdalmak, álmatlanság, a mellékhere gyulladása, láz, torok- és fogfájás, sebfájdalom esetén teaként.
Kamilla tea: Csészénként 1-1 púpozott kanálnyi kamillavirágot leforrázunk, fél perc múlva leszűrjük. Naponta 2 csészényit kortyolgatunk el belőle. Élvezeti teaként, gyermekek részére is ajánlható.
Külsőleg sebek lemosására, szem- és kötőhártya-gyulladás, viszkető vagy nedvedző sebek lemosására használjuk.

### Kankalin
(Primula officinalis) Védett növény!
Szárított virágát és a szeptemberben szedhető gyökerét használjuk erős migrénes rohamok, reuma, köszvény, hörghurut kezelésére.
Kankalin tea: Csészénként 1-1 púpozott kankalint leforrázunk, fél perc múlva leszűrjük. Naponta 2 csészényit majdnem forrón kortyolgatunk belőle.

### Kapor-mag
(Anethum graveolens)
A csuklást, a szájszagot azonnal megszüntető szélhajtó szer, de segíti az emésztést, szélhajtó hatása is van.
Kapor-mag tea: Egy teáskanál kapormagot 2,5 dl vízzel leforrázunk, majd 3 percig állni hagyjuk. Szájszag megszüntetésére vagy felfúvódás esetén 10-30 szemet nyersen rágjunk el.

### Kasvirág
Bíborlevelű kasvirág (Echinacea purpurea),
keskenylevelű kasvirág (Echinacea angustifolia).
Mindkét növény hasonló gyógyhatással rendelkezik. A száraz erdőket, a füves pusztákat kedveli. Gyöktörzzsel rendelkező, évelő növény. Nyáron virágzik. Gyógyászati célokra a növény föld feletti részeit és gyökerét gyűjtik, de a legtöbb hatóanyagot a nyers gyökér tartalmazza. Gyűjtése a tavaszi és nyári hónapokra esik. A növény poliszacharidokat (arabinoga laktánokat), kávésav-származékokat (cikóriasavat), illóolajat, alkamidokat és poliineket tartalmaz. Erősíti az immunrendszert, vagyis a szervezet védekező képességét. Enyhe, középsúlyos megfázás, légúti és húgyúti fertőzés kiegészítő és megelőző kezelésére alkalmas. Külsőleg nehezen gyógyuló sebek, gyulladásos bőrbetegségek esetén alkalmazzák. A homeopátiás gyakorlatban a növényi drogot immunstimuláló és gyulladásgátló hatása miatt különböző eredetű fertőzéses megbetegedések kezelésére használják. Az echinacea a nyelven bizsergő érzést okozhat, ami természetes jelenség, nem veszélyes. A növényt alkalmazzák echinacea-cseppek, homeopátiás golyócska, tabletta és oldat formájában, amelyek gyógyszertárakban és gyógynövényboltokban szerezhetők be.

### Kis ezerjófű
(Centaurium erythraea)
Hazánkban termő mindhárom faja (kis ezerjófű, keskenylevelű ezerjófű, csinos ezerjófű) gyógynövény, de leggyakrabban a kis ezerjófű fordul elő. A kis ezerjófű erdőirtásokban, száraz réteken terem. Vadon növő példányainak gyűjtése tilos, mert védett. A termesztett ezerjófüvek föld feletti részét gyűjtik virágzáskor, ami júniustól augusztusig tart. A füvet mindenképpen árnyékos helyen kell szárítani, mert a napfény hatására elveszti a színét. A gyógynövény szekoiridoidokat (centapikrint, genciopikrint), flavonoidokat, xantonszármazékokat tartalmaz.
A gyógynövény bizonyítottan emésztést és epeműködést serkentő hatású. Hatékony étvágyfokozó, és a teáját fogyasztják puffadás enyhítésére. Gyakorta alkalmazzák májbántalmak ellen és vértisztítóként. A homeopátia a friss növényt gyomorfájdalom csillapítására használja.
Kis ezerjófű tea: 3 dl hideg vízzel öntsünk le 1 teáskanálnyi kis ezerjófűvet, majd hagyjuk állni 8-10 órán át. Ezt követően melegítsük fel, de ne forraljuk. Fogyasztása mézzel édesítve javallott. (étvágytalanságra, puffadásra és epebántalmak esetén ajánlják). Étvágyjavítóként a főétkezések előtt fél órával, emésztési panaszokra étkezés után javasolt a tea fogyasztása. A szesziparban a gyomorkeserűk elmaradhatatlan alkotórésze. Gyomor- és bélfekély esetén használata kerülendő.

### Komló
(Humulus lupulus)

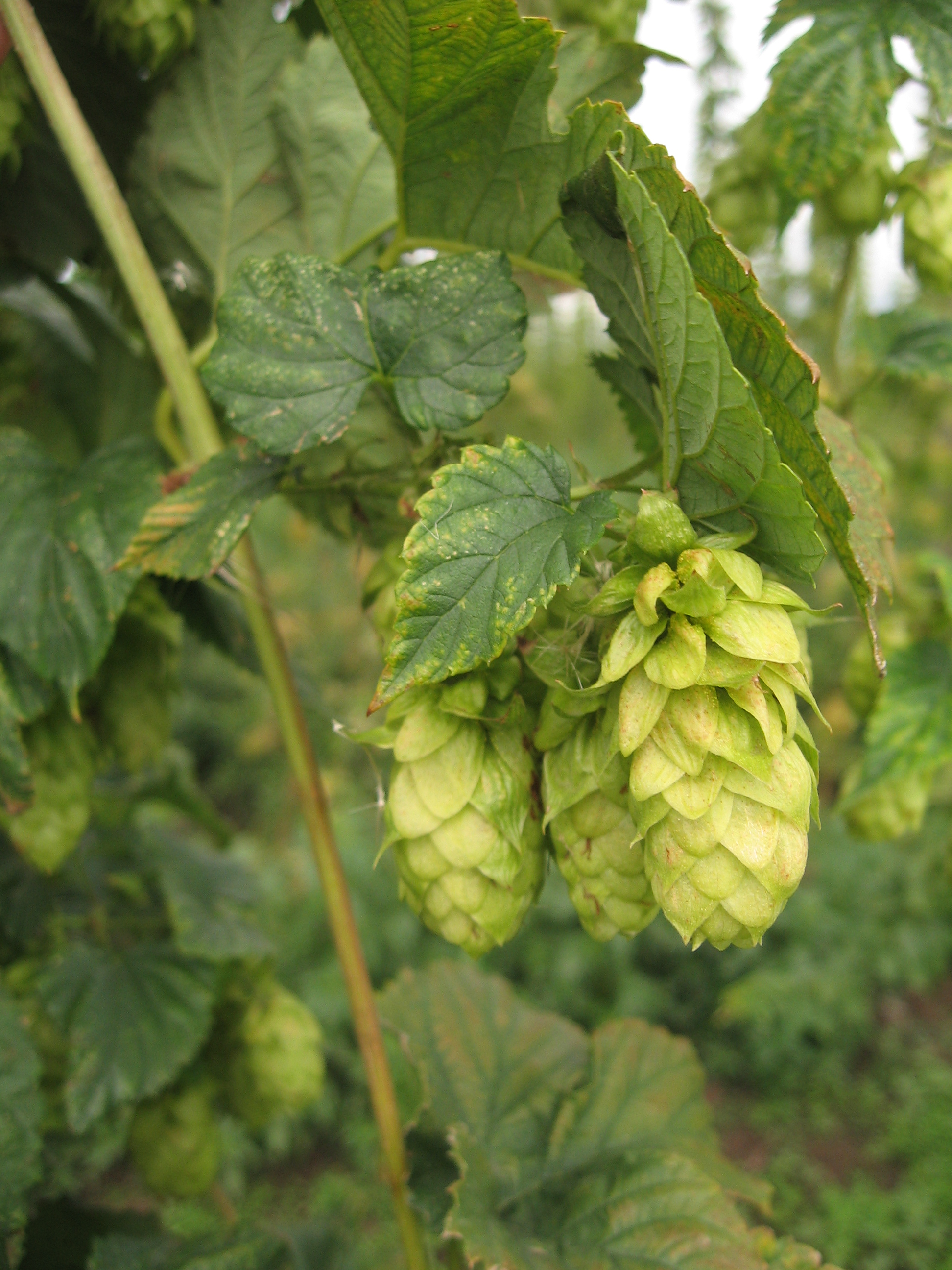
A komló tobozkái

Gyógyászati célokra a teljesen még nem érett, zöld színű termésfüzéreit (komlótoboz) használják. A terméseket és a murvalevelek belső oldalát sárga mirigyek borítják. Ezek tartalmazzák elsősorban a hatóanyagokat. A növény június-júliusban virágzik, termése pedig szeptembertől érik. A növény illóolajat (mircént, humulént), metilbutenolt, cseranyagokat, komló keserű anyagokat (humulont, lupulont), flavonoidokat tartalmaz. A komló bizonyítottan jó nyugtató- és altatószer, de használják étvágytalanság és gyomorpanaszok ellen, továbbá idegi eredetű hasmenés esetén is. Gyakran más növényi nyugtatókkal (macskagyökérrel) együtt alkalmazzák.Teája többek között a változókor problémáira ajánlott. A komlót a népi gyógyászatban emésztési panaszok kezelésére, külsőleg borogatásként fekélyek esetén alkalmazták.
Komló tea: Forrázzunk le 2 dl forrásban lévő vízzel 2 teáskanálnyi szárított komlót, hagyjuk állni negyedórán át, majd szűrjük le. Mézzel édesíthető. Altató hatású.

### Kökényvirág
(flores acaciae nostratis)
A szárított virágokból készített forrázata vízhajtó, enyhe hashajtó, húgyúti betegségek ellen használják.
Kökényvirág tea: 3 ek szárított virágot 6 dl forrásban lévő vízzel leforrázunk, majd 20 percig állni hagyjuk, utána leszűrjük. Ha más javallat nincs, naponta három alkalommal fogyasztunk 2-2 dl teát.

### Körömvirág
(Calendula officinalis)
Dél- és Kelet-Európából származik. A virágzás kezdetén nyílásukban szedik fészkes virágzatát, de ennél értékesebbek a fészekből kiszedett nyelves karima- vagy sugárvirágok. Nyáron június-július hónapban gyűjtik. A körömvirág illóolajat (mentont, izomentont, karvont, terpinént), karotinoidokat, flavonoidokat, szaponinokat, szabad triterpéneket (faradiolt, taraxaszterolt), poliszacharidokat tartalmaz.
A körömvirágról tudományosan bebizonyították, hogy kiválóan alkalmazható epehólyag-gyulladás ellen, jó görcsoldó és fertőtlenítőszer. Belsőleg gyomor- és hólyaghurut kezelésére használják. Külsőleg használják visszérgyulladás, felfekvés, lábszárfekély, nyálkahártya gyulladások, ekcémák, sebek, egyéb bőrproblémák, méhcsípések esetén. E jótékony tulajdonságát használja ki a kozmetikai ipar, mely előszeretettel hasznosítja krémek, kenőcsök alapanyagaként. Bőrkiütések és napégés okozta fájdalmak enyhítésére szintén ajánlják. A homeopátiás orvosi gyakorlatban sebgyógyításra, fertőtlenítésre, zúzódások kezelésére alkalmazzák. Szoptató nők mellbimbója gyakran begyullad, de ez körömvirágkrém használatával jól kezelhető.
Körömvirág tea: Tegyünk 1 csészébe 1 teáskanálnyi szárított körömvirágot, forrázzuk le, majd 10 perc elteltével szűrjük le. Naponta 3 csésze tea fogyasztása ajánlott. Lehűtve gargarizálásra is alkalmas. A teát általában epebántalmak, gyomorgörcsök esetén fogyasszuk.
Körömvirág borogatás: Forrázzunk le 1 csésze forró vízzel 2 teáskanálnyi szárított körömvirágot, majd 10 perc után szűrjük le. Borogassuk vele a sérült felületet. Naponta 2-3 kezelés ajánlott.
Ne tévesszük össze a hozzá hasonló közönséges büdöskével (Tagetes patula)!

### Kukorica
(Zea mays)
A virágzási idő kezdetén a kukorica haját gyűjtjük, árnyékos helyen gyorsan szárítjuk. Húgyképző szervek betegségei, kőképződés, szív-ödéma, vesegyulladás, hólyaghurut, köszvény, reuma, ágybavizelés kezelésére használjuk. Nyersen készült forrázata hashajtó hatású.
Kukoricahaj tea: Szárított kukoricahajból 1 púpozott teáskanálnyit teszünk egy csészébe, 2,5 dl forró vizet öntünk rá, 1-3 percig állni hagyjuk, leszűrjük. Nem édesítjük. Alkalmazása: 2-3 óránként 1 evőkanálnyit kell bevenni. Minden évben kúraszerűen fogyasztható.

### Lenmag
(Lini semen)
Agyműködést serkentő és koleszterinszint-csökkentő hatása miatt ér- és szívbetegeknek ajánlott a fogyasztása. A lenmagot bélrenyheség, bélmegbetegedések és székrekedés esetén az emésztés szabályozására használják. Székrekedés esetén a lenmag hatását úgy fejti ki, hogy a bélben megduzzad, ezáltal tágulási inger lép fel, mely serkenti a vastagbélben a perisztaltikát. Az a feltevés, miszerint kéksav-tartalma miatt nagy mennyiségben történő fogyasztása mérgezést okozhat, nem bizonyított, megalapozatlan. A lenmagpogácsát és a porított magot meleg borogatásként alkalmazva kelések és furunkulusok kezelésére használják. Nyákkészítmények formájában gyomor- és bélmegbetegedések, ízületi és egyéb gyulladások kezelésére is sikerrel alkalmazzák. Linolénsav tartalmának szerepe van az érelmeszesedés kialakulásának megelőzésében.
Lenmag tea: Két evőkanál frissen összetört lenmagot tegyünk 3 dl hideg vízbe, majd hagyjuk 20-25 percig duzzadni. Ezt követően kissé melegítsük fel, majd szűrjük le. Székrekedés esetén kortyonként fogyasszuk.

### Lestyán
(Levisticum officionale)
A lestyán Délnyugat-Ázsiában honos. A rómaiak közvetítésével került Pannóniába. Az ernyősvirágzatúak (Umbelliferae) családjába tartozó, termesztett, évelő növény. Napos, félárnyékos helyen érzi jól magát. Szaga és íze a petrezselyemére emlékeztet. Levelét és gyökerét egyaránt felhasználja az élelmiszeripar és a gyógyászat is. A növény gyökérzetét, tőleveleit és magját gyűjtik és hasznosítják. Júliusban-, augusztusban virágzik.
A gyökér illóolajat (ftalid-származékokat), kumarinokat (umbelliferont, bergaptént), aromás és alifás savakat (angelikasavat, benzoesavat) és poliacetiléneket tartalmaz. Gyomorégésre az egyik legjobb gyógynövény. A lestyánt elsődlegesen vizelethajtóként ödémák levezetésére használják. Vesekő és vesehomok kialakulásának megelőzésére alkalmas. A népi gyógyászatban gyomorerősítőként, emésztést serkentő szerként használják.
Lestyán tea: Vízhajtóként 1-2 teáskanál vágott, szárított gyökeret (2-4 g) 150 ml forrásban lévő vízzel leöntenek, 10-15 percig állni hagyják, majd leszűrik. Naponta többször 1 csésze tea javasolt az étkezési szünetekben
Ellenjavallat: Vesegyulladás, illetve a húgyutak gyulladásos megbetegedéseinél tilos az alkalmazása. Átlagos napi dózis: 4,5-9 g.
Áldott állapotban lévő nők számára nem ajánlatos a lestyán fogyasztása, mivel ingerelheti a veséket, és rosszullétet okozhat. Hosszabb ideig történő használata során fényérzékenység alakulhat ki.

### Levendula
(Lavandula officinalis)
Gyógyhatásai:

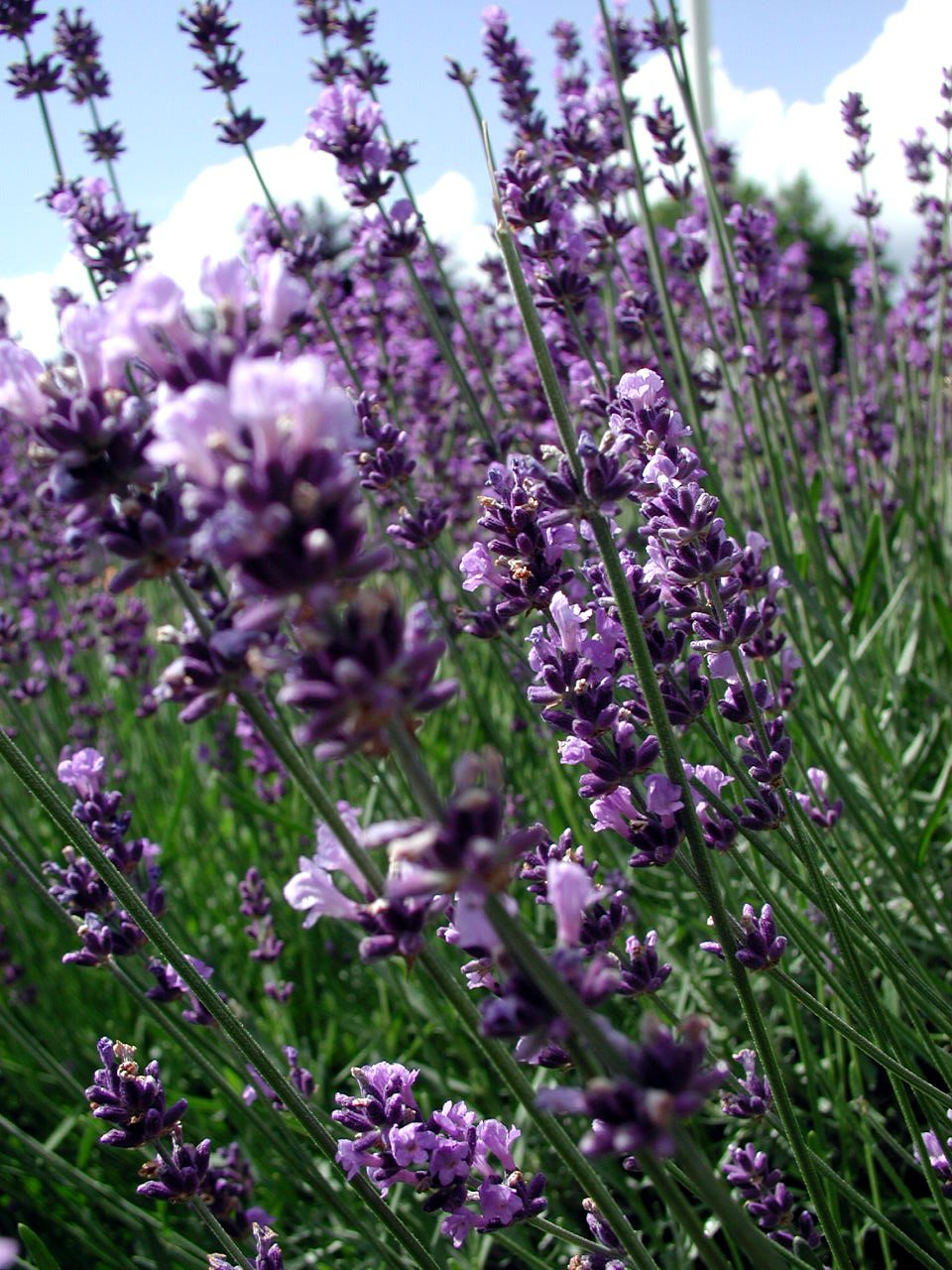
levendula

- Idegrendszer: feszültségoldó, nyugtató, segít áthangolni a pozitív gondolkodásra, alkalmas a migrén és az ideges fejfájások leküzdésére is, jelentősen csökkenti a fáradtságot. Mérsékeli a depressziót, segít az álmatlanság, a túlérzékenység, a mélabú, a hirtelen hangulatváltozások, az idegesség és a feszültség felszámolásában. Oldja a félelmet, csökkenti az agressziót, valamint az aggályoskodást. Visszaállítja a lelki egyensúlyt, kitisztítja az elmét, ellazít, és támogatja a testi-lelki jó közérzet fenntartását. A kozmetikai ipar is felhasználja.
- Vérnyomás: csökkenti a stressz okozta magas vérnyomást
- Emésztőrendszer: oldja a szélgörcsöket, fertőtleníti a beleket, csökkenti a rothadási és erjedési folyamatokat
- Légutak: csillapítja a torokfájást, a gége- és mandulagyulladást. Eloszlatja a melléküregi gyulladások során felgyűlt váladékokat, dugulásokat
- Izomzat, ízületek: enyhíti az izomfájdalmakat és izomgörcsöket
- Sebgyógyulás: segíti a horzsolások, zúzódások, kisebb sebek gyógyulását, továbbá csökkenti a rovarcsípések okozta fájdalmat
- Immunrendszer: élénkíti az immunrendszert, csökkenti a gyulladásokat
- Bőr: megnyugtatja a gyulladásos bőrt, beleértve a pikkelysömört és az ekcémát is. Enyhíti a napozás okozta leégést, hűti a herpeszeket. Kiegyensúlyozza a bőr zsírosságát, segíti a bőrhibák gyógyulását, serkenti annak anyagcsere-folyamatait, és elősegíti táplálását. Csillapítja a pattanások miatt keletkezett gyulladásokat, szabályozza a fejbőr zsírosságát, támogatja a túlápolt haj regenerálódását.

Levendula tea: 1 kávéskanálnyit 2,5 dl vízzel leforrázunk, 10-15 percig állni hagyjuk, leszűrjük, és naponta 2-szer lehet fogyasztani
Emésztési problémára édesítés nélkül, 20 perccel étkezés előtt.
Nyugtató hatása erős és gyulladásos betegségek kezelésénél is segít.
Ellenjavallt: alacsony vérnyomás esetén.

### Macskagyökér
(Valeriana officinalis)

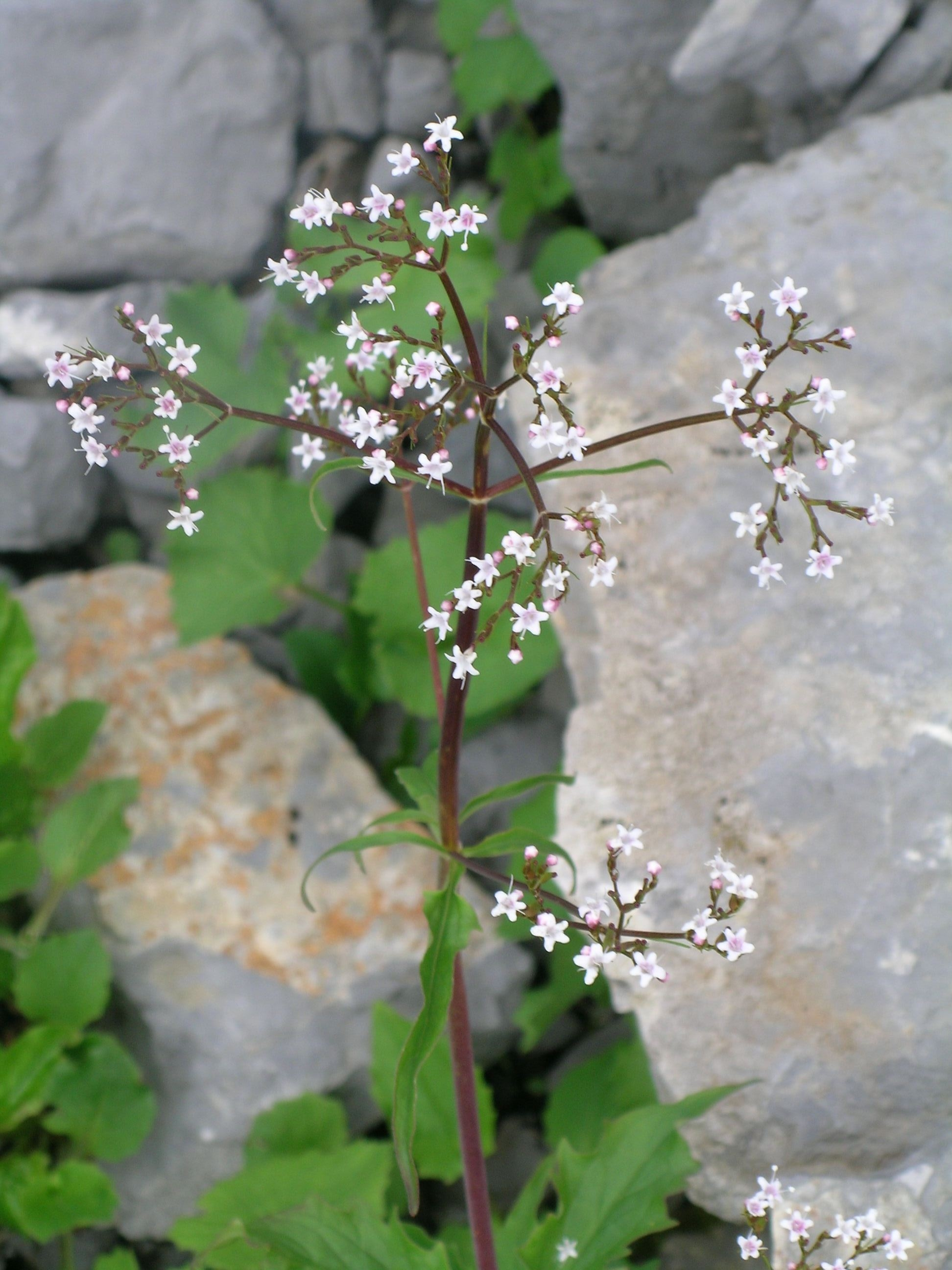
Virágzat

Az orvosi macskagyökér , nyirkos, lápos réteken, árnyas erdőkben előforduló évelő növény. Május-júniusban virágzik. Kertben is jól növekszik. Mint ahogy a növény neve is elárulja, gyökerét, gyökértörzsét hasznosítják gyógyászati célra. A gyökérzet szaga nem kellemes. Gyűjtése tavasztól őszig ajánlott. A gyökértörzsekről el kell távolítani a szár- és levélcsonkokat. A gyökeret közvetlenül gyűjtés után meg kell mosni, mert száradást követően már nehéz megtisztítani. A növény gyökere illóolajat (izovaleriánsavat, bornil-izovalerianátot), valepotriátokat (valtrátumot), szeszkviterpéneket, alkaloidot tartalmaz.
Hatékony nyugtatószer, alvási zavaroknál segít (enyhe altató), a túlterhelt szívet nyugtatja, de idegesség esetén is alkalmazzák. A macskagyökér alkalmazási területe kiterjed még a gyomor- és béltraktus idegi eredetű bántalmaira is. A természetgyógyászok szerint jó hatással szervezetünkre ideges eredetű szív- és érrendszeri zavarok esetén is.
Macskagyökér tea: 1-2 teáskanálnyi összevágott macskagyökeret, forrázzunk le 3 dl vízzel hagyjuk állni 8-10 percig, majd szűrjük le. Alvászavar kezelésére komlóvirággal egészíthető ki. Idegcsillapító, nyugtató hatású.

### Madársóska
(Oxalis acetosella)
Használhatjuk gyomorégés, májbetegségek és emésztési zavarok esetén hidegen. Sárgaság, bőrkiütések, vesegyulladás vagy féregűzés esetén melegen.
Madársóska tea: Csészénként 1 púpozott evőkanálnyi madársóskát leforrázunk, 1 perc múlva leszűrjük. Mindkét esetben naponta 2 csészényit kortyolgatunk el belőle.
Minden évben kúraszerűen fogyasztható.

### Málna
(Rubus idaeus)

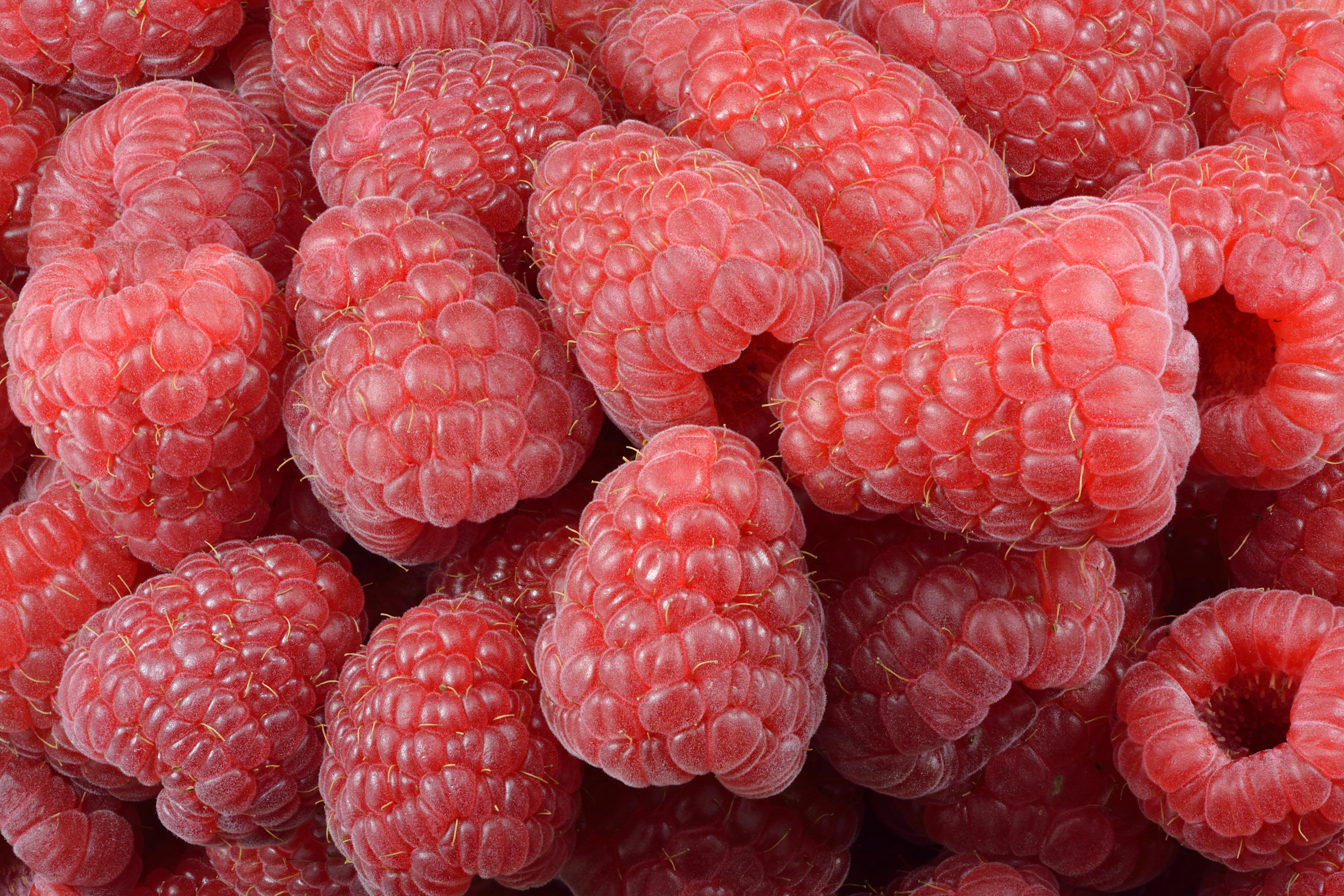
málna

A rózsafélék (Rosaceae) családjába tartozó cserje hegyvidékeken vadon termő, de hazánkban sokfelé termesztett növény. A málna termése ízletes gyümölcs, közkedvelt csemege. A málnafajtáknak két nagy csoportja van: az egyszer termők és a kétszer termők. Létezik olyan málnafaj is, amelynek gyümölcse nem piros színű, hanem sárga.
A cserje levelét gyűjtik gyógyászati célokra. A leveleket májustól augusztusig terjedő időszakban érdemes gyűjteni. A gyümölcs ásványi anyagokat, cserzőanyagokat, flavonoidokat, gyümölcssavakat, aromaanyagokat és vitaminokat – köztük sok C-vitamint – tartalmaz. Összehúzó hatású szer. A növényi drogot gargarizálásra szájüreg és a torok nyálkahártya gyulladások kezelésére alkalmazzák. Enyhe hasmenés esetén kiváló szer. A várandós kismamák szívesen fogyasztják teáját a terhesség utolsó heteiben, mivel az ellazítja a kismedence tájékának izomzatát, aminek következtében szüléskor az tágulékonyabb lesz.
Málnalevél tea: Egy-két teáskanálnyi szárított málnalevelet forrázzunk le 2,5 dl forró vízzel, hagyjuk állni 8-10 percig, majd szűrjük le. Ízlés szerint ízesíthetjük mézzel vagy cukorral. Fogyasztása élvezeti teaként is mindenkinek ajánlott!

### Máriatövis
(Silybum marianum)

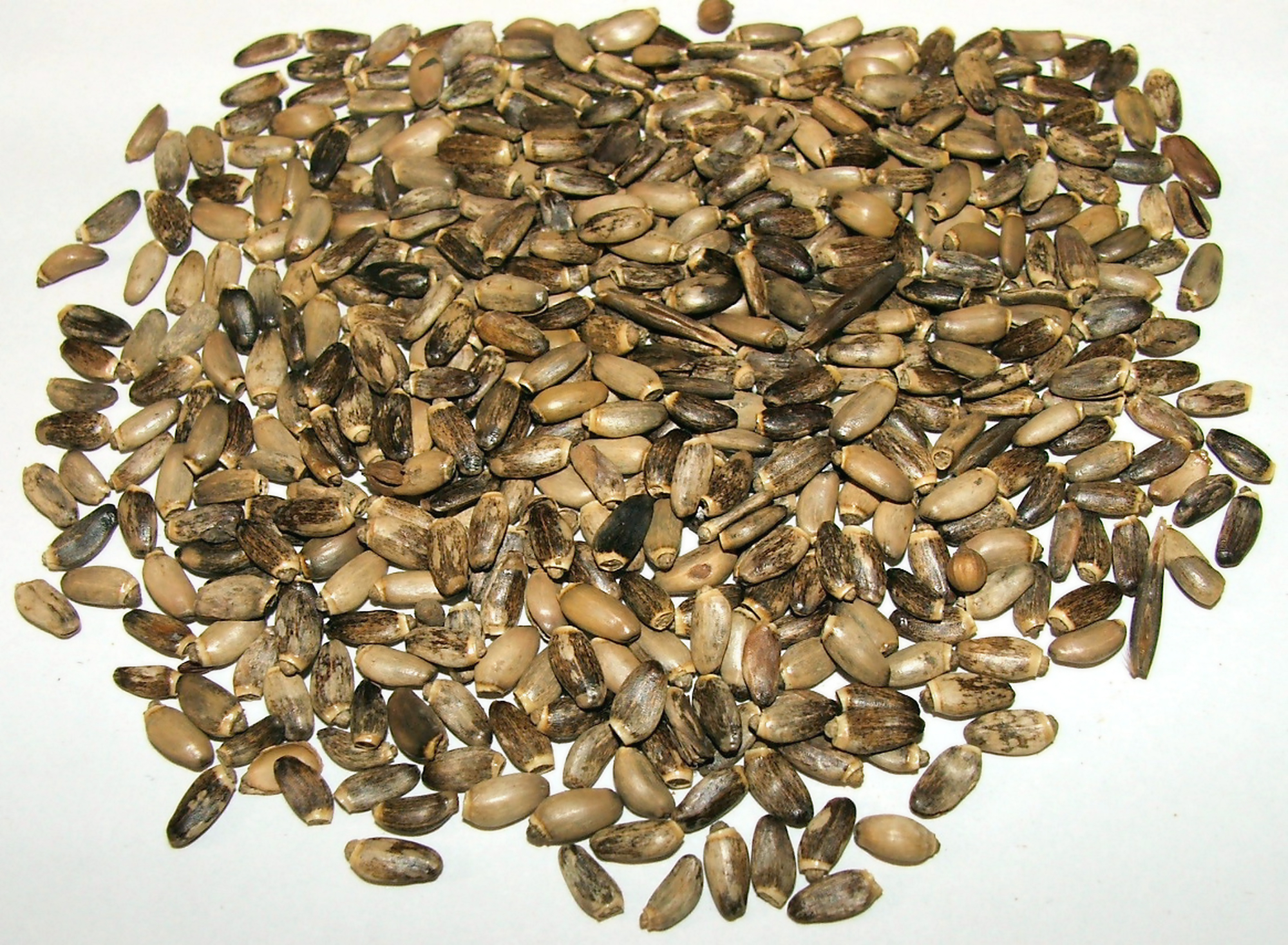
Máriatövis termés

Mediterrán vidékről származó egyéves tüskés növény (1-1,5 m magas). Hazánkban termesztik, de utak mentén, réteken, legelőkön is megtalálható (szamárkóró néven közismert). Sok fényt és meleget igényel, de jó szárazságtűrő. Kaszattermése van.
Gyógyászati célokra általában a növény érett magját hasznosítják, de szárított formában a föld feletti leveles hajtásrésze is felhasználható. A nyári hónapokban gyűjthető. A termésfal tartalmaz szilimarint, többféle flavonolignán keverékét. A főkomponensek a szilandrin, szilibin, szilihermin, szilikrisztin. A növényben találhatók még flavonoidok, szterolok.
A szilimarin (és vegyületei) antioxidánsként, szabad gyökfogóként védi a májat. Fokozza a májsejtekben a ribonukleinsav, illetve a fehérjeszintézist is. Heveny májgyulladásban, májzsugorodással járó betegségekben alkalmazzák, valamint gyógyszerek okozta májkárosodás kezelésére, megelőzésére kiváló szer.
Máriatövis tea: Csészénként egy teáskanálnyi érett termést szétmorzsolunk, leöntünk forrásban lévő vízzel, és negyedóra múlva megszűrjük. Napi három alkalommal étkezések előtt fogyasztunk egy-egy csészét.
A tea nagyon alacsony koncentrációban tartalmaz szilimarint, májbetegségek kezelésére inkább az izolált szilimarint tartalmazó gyógyszerkészítményeket válasszuk (pl. Silegon, Legalon).

### Majoránna
(Origanum majorana)
Nyugtató, görcsoldó, hasmenés, köhögés ellen, étvágygerjesztő, szélhajtó, gyomorerősítő, nyugtató hatású fűszer, ezért gyógyteák elengedhetetlen alkotórésze. Teáját fejfájás, köhögés, légzési zavarok enyhítésére használják, olajával a reumás testrészeket dörzsölik be. Magas vérnyomás esetén használata körültekintést kíván. Veszélyeztetett terheseknek nemi vágyuk csillapítására ajánlják.

### Martilapu
(Tussilago farfara)
Levelét és virágát is használhatjuk. Nyálkaoldó, gyulladásgátló hatása miatt gége- és garathurut, hörghurut, tüdőasztma, mellhártya-gyulladás, fullasztó légszomj kezelésére alkalmas.
Teaként: Csészénként 1 púpozott teáskanálnyi martilapu-keveréket fél liter vízzel leforrázunk, 1-2 percig állni hagyjuk, majd leszűrjük. Mézzel ízesíthetjük, naponta 1-2 csészényit forrón kortyolgatunk el belőle.
Inhaláláshoz: csészénként 1 púpozott evőkanálnyi virág-levél keveréket használjunk, ne ízesítsük. Naponta többször inhaláljunk!

### Medvehagyma
(Allium ursinum)

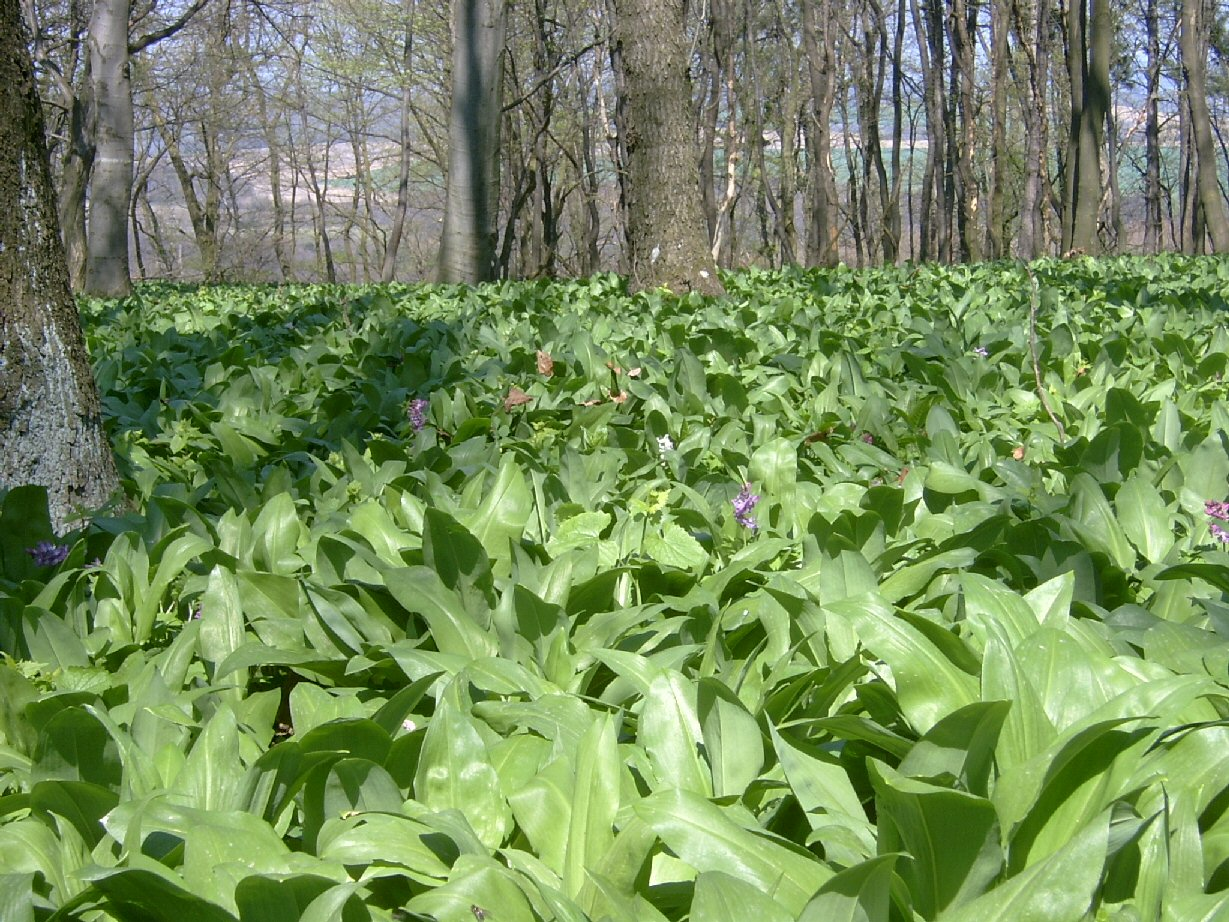
Nem készítünk belőle teát

Leveleit tavasszal szedjük, és frissen használjuk fel, mert szárítva gyógyhatása gyengül. Hagymáját ősszel gyűjtjük be. Nem készítünk belőle teát, de mégis itt kell megemlíteni, mert sokféle bántalomra használható. Nyersen feldarabolva vajas kenyérre szórva, vagy salátákhoz keverve. Leveseket, burgonyás ételeket fűszerezhetünk vele, vagy főzhetünk belőle medvehagyma krémlevest (egy krumpli, hagyma, fokhagyma és tejszín hozzáadásával), illetve a hűtőszekrényben tárolható pesztóként (olajjal, parmezán sajttal, sóval és magokkal összeturmixolva), ami rizses és tésztaételek szószaként is finom. A jellegzetesen túlságosan erős illatát, az ételekbe keverve elveszti, így nagyon kellemes aromát ad az ételeknek. Kedvezően hat a gyomorra, a bélrendszerre, krónikus hasmenés és szorulás ellen jó hatású, a szédülést, fejfájást enyhíti, a magas vérnyomást csökkenti, tisztítja a vesét és a húgyhólyagot, elősegíti a vizeletürítést, vértisztító hatású.

### Mezei zsurló
(Equisetum arvense)
Mezei zsurlótea: Csészénként 1 púpozott teáskanál mezei vagy erdei zsurlót 2,5 dl vízzel leforrázunk, 1-2 percig állni hagyjuk, majd leszűrjük. Naponta 1-2 csészényit forrón kortyolgatunk el belőle. Gargarizáláshoz: Orbáncfűvel keverve a mandula- és a szájnyálkahártya gyulladása, szájpenész, fogínyvérzés vagy -gyulladás, krónikus hörghurut esetén naponta többször használjuk. Tüdő-, méh-, aranyér-, gyomor- vagy orrvérzés esetén erősebb főzetet készítünk: csészénként 2-3 púpozott teáskanál 2,5 dl forró vízzel. Kúraszerűen alkalmazva megelőzhető, ill. visszaszorítható a gyakori orrvérzés.

### Menta
(Mentha piperita)

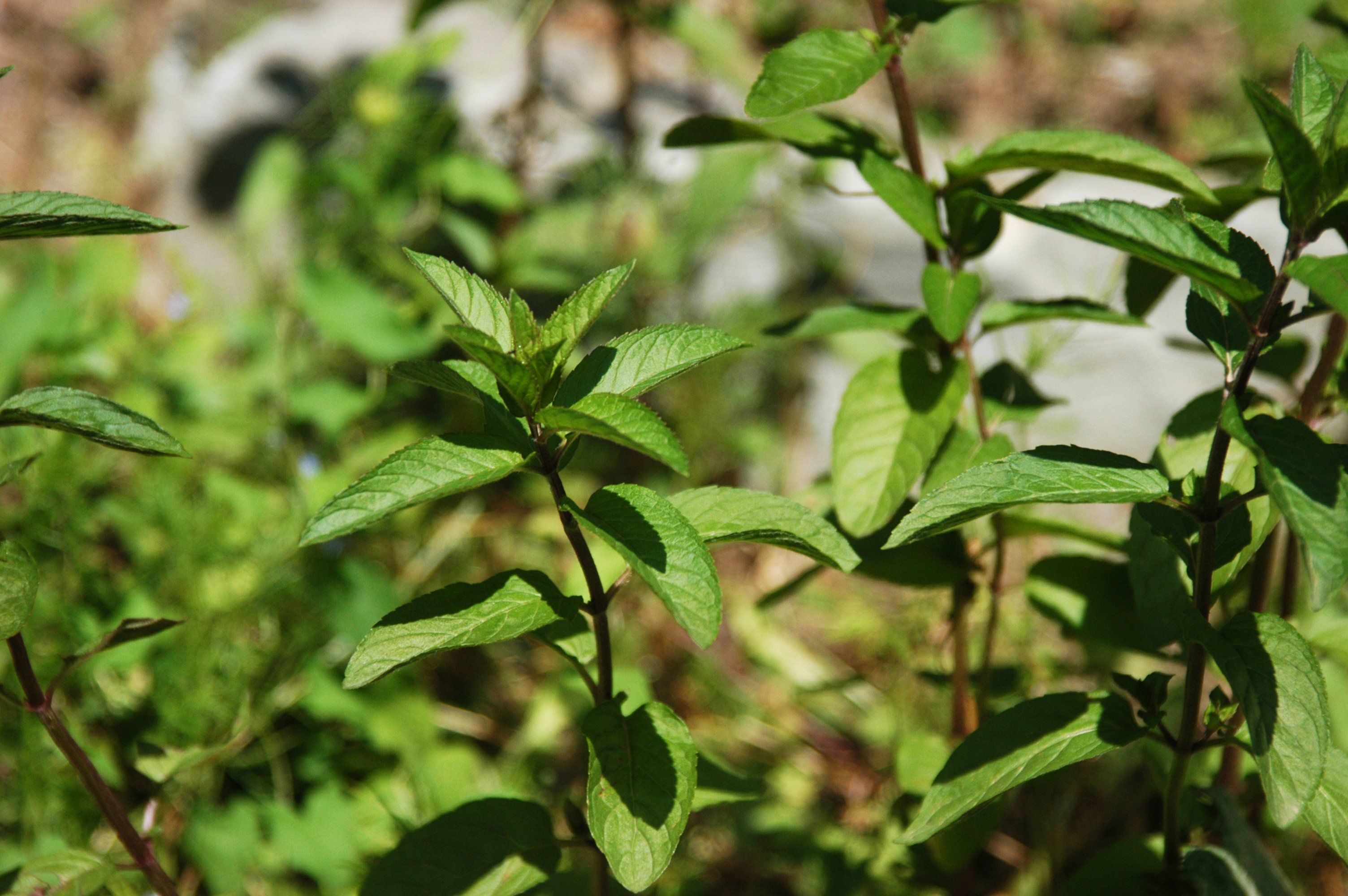
Borsmenta:Mentha x piperita

Évenként 2-szer vágják, ill. fosztják a leveleit. Levelét, szárát friss és szárított állapotában is felhasználhatjuk. Emésztési zavarok, felfúvódás, epegyulladás, menstruációs zavarok gyógyítására alkalmas. A fodormenta és a borsmenta is hasonló gyógyhatásokkal rendelkezik, de a panaszoktól függően az alábbi módon használjuk:
- Borsmenta: gyomorjavító és -nyugtató hatású,
- Fodormenta: püffedés, felfúvódás ellen hatásos.

Menta tea:
- Csészénként 1 púpozott teáskanál mentalevelet fél liter vízzel leforrázunk, 1-2 percig állni hagyjuk, majd leszűrjük.

Mézzel ízesíthetjük, naponta 1-2 csészényit forrón kortyolgatunk el belőle. Élvezeti teaként, gyermekek részére is ajánlható. Minden évben kúraszerűen fogyasztható.
- 1 ek cukrot karamellizálunk , felöntjük 1/2 l vízzel, majd egy csipet borsmentát dobunk bele és lefedve forrásig főzzük. Köhögési ingerek csökkentésére, torok nyugtató tea. Naponta két csészével fogyasztunk. Gyerekeknek is adható.

### Nyírfa
(Betula pendula)
A levelet június-július folyamán gyűjtik. A levél flavonoidokat (kvercetin glikozidokat), nyomokban illóolajat (szeszkviterpén peroxidokat, triterpén származékokat), káliumsókat és aszkorbinsavat tartalmaz. A nyírfalevél teája kiváló vizelethajtó, vértisztító és gyulladáscsökkentő, de ismert görcsoldó és fertőtlenítő hatása is. Alkalmazzák enyhébb fertőzéses húgyúti megbetegedésekben, vesekő és vesehomok kialakulásának megelőzésére, reuma ellen. A népi gyógyászatban a fiatal fák nedvét vizelethajtásra használták.
Nyírfalevél tea: 2 dl forró vízzel forrázzunk le 1 teáskanálnyi szárított, apróra vágott nyírfalevelet, hagyjuk állni 10-15 percig, majd szűrjük le. Naponta 3-4 csészényi tea fogyasztása ajánlott. Vizelethajtó, vértisztító és gyulladáscsökkentő.
Ellenjavallt: A szív- és veseelégtelenségben szenvedők ne fogyasszák teáját!

### Orbáncfű
(Hypericum perforatum)

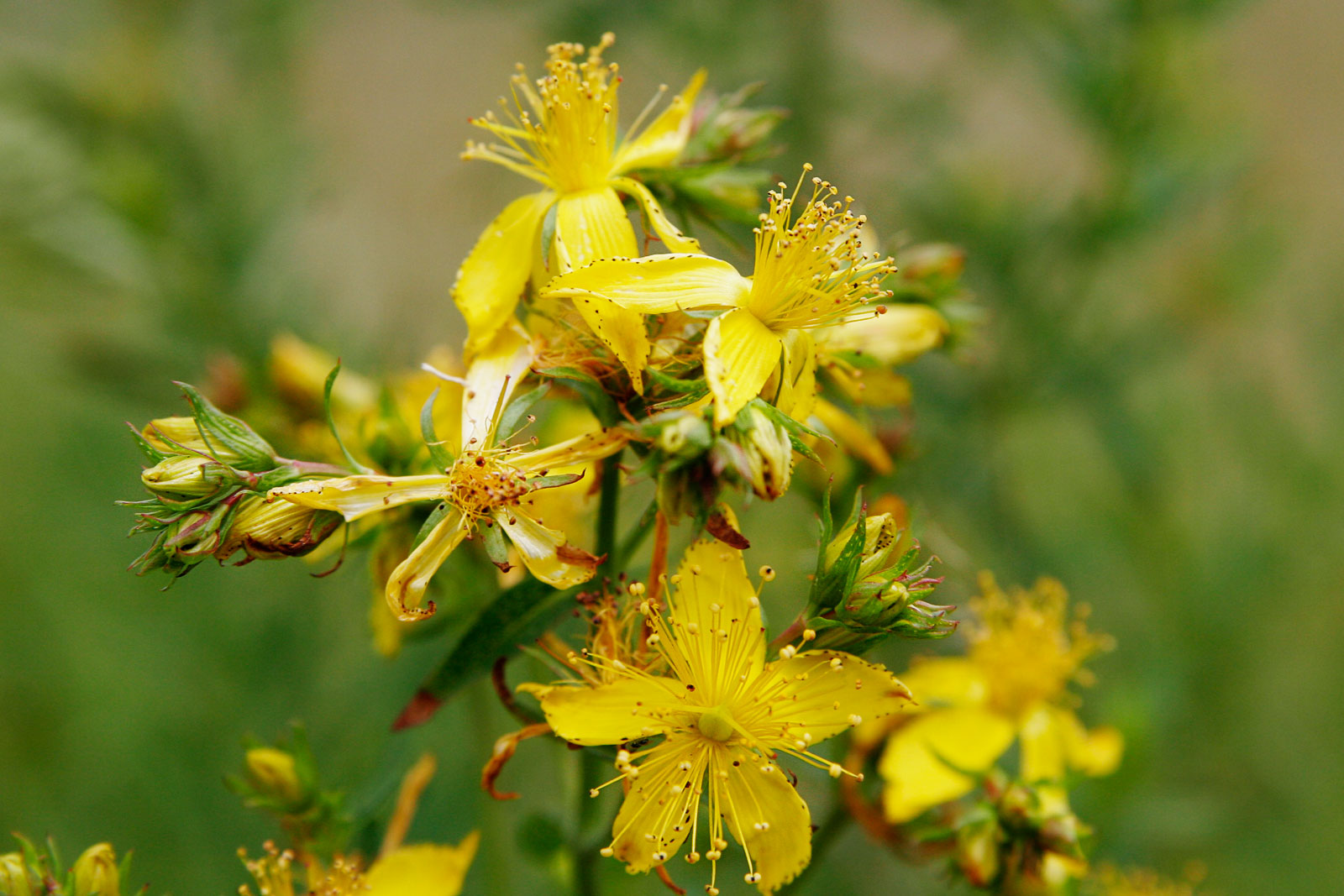
Orbáncfű

Gyógyászati célra a teljes virágzó növényt használjuk frissen és szárítva. Alkalmazhatjuk idegesség, ingerlékenység, alvászavar, lelki bántalmak, valamint rendellenes vérzések esetén.
Orbáncfűtea: Csészénként 1-1 púpozott kanálnyi orbáncfüvet leforrázunk, fél perc múlva leszűrjük. Naponta 2 csészényit kortyolgatunk el belőle.
Ellenjavallt: Az orbáncfű fogyasztásának idején a napfénytől tartózkodni kell, mert festékanyag hipericintartalma miatt fényérzékennyé teszi a bőrt, nagy mennyiségben viszketést és bőrgyulladást, hólyagos kiütéseket okozhat! Meghatározott gyógyszerekkel és bizonyos élelmiszerekkel együtt nem fogyasztható! Kizárólag csak orvosi felügyelet mellett alkalmazható!

### Orvosi zilíz
(Althaea officinalis L.)
Gyógyhatása már az ókortól kezdve ismert, a növény fiatal leveleit és gyökerét használják gyógyászati célokra. A gyökeret csak ősztől, szeptembertől áprilisig érdemes gyűjteni, mert nyáron a gyökér kevés hatóanyagot tartalmaz. A levelet tisztán, szár, virág és termés nélkül kell gyűjteni. A gyökér nyálkaanyagot, keményítőt, pektint, a levéldrog nyálkát, flavonoidokat és illóolajat tartalmaz. Az orvosi zilíz levelét és gyökerét a száj és a garat gyulladásos megbetegedéseikor, továbbá köhögés csökkentésére használják, de alkalmazzák az emésztőszervek hurutos megbetegedései esetén is. A gyomor-béltraktus nyálkahártyáinak enyhe lefolyású gyulladásai kezelésére ajánlott. Immunerősítő hatásának feltérképezése jelenleg is vizsgálat tárgya. Régóta népszerű gyógyír torokfájás, rekedtség esetén is. A népi gyógyászat a levelet bőrgyulladás kezelésére használja borogatás formájában. Ha a furunkulusokat pépesített zilízzel borogatjuk, gyorsítja a gyógyulási folyamatot.
Orvosi zilíz tea: A gyökérből készített teát hidegen készítjük. 3 dl hideg vízbe áztassunk fél órán át 1 teáskanálnyi összeaprított zilízgyökeret, majd szűrjük le. Gargarizálhatunk is vele. Hurut, torokfájás, száraz köhögés, rekedtség esetére javallt.
Borogatás: Pépesített zilízgyökeret rakjunk mullpólyába, és helyezzük a kezelendő bőrfelületre. A zilízgyökér könnyen penészesedik. A vele egyidejűleg szedett gyógyszerek felszívódását befolyásolhatja.

### Palástfű
(Alchemilla vulgaris)
Virágzás idején a teljes növényt, később csak a leveleit gyűjtjük. Használhatjuk menstruációs zavarok, alhasi fájdalmak, fehérfolyás, idegesség, gyomor-, bél-, és hólyagbántalmak, nemi szervek gyulladása, fertőzésekor, klimaxos rosszullétek esetén.
Palástfű tea: Csészénként 1 púpozott teáskanál palástfüvet leforrázunk, fél perc múlva leszűrjük. 8-10 napon keresztül, naponta 2 csészényit fogyasztunk el belőle.
Palástfű tea:
Forrázzunk le 2 teáskanál szárított növényt 1,5 dl vízzel, és hagyjuk állni 10 percig. Igyunk naponta háromszor 1 csésze palástfűteát
Borogatáshoz: Forrázzunk le 1 teáskanál szárított gyógynövényt fél liter vízzel, hagyjuk állni 15 percig, szűrjük- majd hűtsük le. Majd mártsunk bele egy pamutkendőt, csavarjuk ki, és tegyük a gyulladt területre.

### Papsajtmályva
(Malva neglecta-M. vulgaris)
Virágját, levelét, szárát gyűjtjük, frissen használjuk fel.  Használjuk gyomor- és hólyaghurut, a gyomor, a bélutak és a szájüreg gyulladásos betegségei, hörghurut, gége- és mandulagyulladás, rekedtség ellen.
Papsajtmályva tea: csészénként 1 púpozott kanál keveréket hideg vízben áztatunk, másnap kissé felmelegítjük, leszűrjük.  Naponta 2-3 csészényit kortyolgatunk el belőle.

### Pásztortáska
(Capsella bursa-pastoris)
A növény virágos, leveles szárának felső részét gyűjtik a nyári hónapokban. Tiszta helyen gyűjtsük, ne utak, vasutak mentén! A növény flavonoidokat, egy vérzéscsillapító peptidet, kálium- és kalciumsókat, kolint, tiramint tartalmaz. Friss növényt használjunk. Alkalmazható orr-, gyomor-, bél- vagy szabálytalan méhvérzéseknél, vesevérzés esetén, alacsony- és magas vérnyomás szabályozására.
Pásztortáska tea: Forrázzunk le 2 dl forrásban lévő vízzel 2 teáskanálnyi szárított, apróra vágott növényt, hagyjuk állni negyedórára, majd szűrjük le.
A menstruációs ciklus ideje alatt napi 2 csészényi tea fogyasztása ajánlott.  Várandósság és szoptatás ideje alatt alkalmazása nem ajánlott! Elhúzódó vérzés esetén orvosi kivizsgálás szükséges.
Gyengébb tea: Csészénként 1 púpozott teáskanál pásztortáskát leforrázunk, 1 perc múlva leszűrjük.  Naponta 2 csészényit melegen kortyolgatunk el belőle.  A pubertáskorban és a klimaxos hölgyeknek 4 hetes kúra ajánlott a fenti teából, naponta frissen készítve.
A növény vérzéscsillapító hatású, belső vérzés (méh-, gyomor-, bél-) esetén a kiegészítő terápia részeként alkalmazzák, de ismert gyulladáscsökkentő és vizelethajtó tulajdonsága is, amit magas kálium-tartalmának köszönhet.  Orrvérzés esetén a növény teájába mártott tampont az orrlyukba helyezve csillapítja a vérzést.

### Pemetefű
Gyógyászati célokra a növény felső, virágos hajtását gyűjtjük május-június hónapokban. A pemetefű kiváló köhögéscsillapító és köptető hatású gyógynövény.  Téli hónapokban, meghűlés ellen ajánlott a pemetefű teája és a gyerekek által is kedvelt pemetefű cukorka is, melyet mézzel ízesítenek.
Alkalmazható köhögés, hörghurut és légcsőhurut esetén, de serkentőleg hat az emésztőmirigyek működésére is. Teltségérzettel járó emésztési panaszok, epebántalmak, epepangás ellen.
Pemetefű tea: 3 dl forró vízzel leforrázunk 1-2 teáskanálnyi összevágott pemetefüvet, majd 5-10 perc elteltével leszűrjük. Emésztési panaszok esetén étkezés előtt, köhögés, légcsőhurut ellen étkezések között fogyasztható.
Ellenjavallt: Áldott állapotban lévő kismamák kerüljék alkalmazását!
Gyomor- és nyombélfekély esetén, valamint a szoptatás időszakában  kúraszerűen nem fogyasztható.

### Petrezselyem
(Petroselium crispum)
Teája az emésztést elősegítő, vízhajtó hatású. Segít a szövetekben felgyülemlett folyadék kihajtásában, valamint csontritkulás, ízületi gyulladás kezelésében. Sokak szerint étvágygerjesztő hatású.
Petrezselyem tea: 1 teáskanál levelet vagy negyed teáskanál magot forrázzunk le egy csésze vízzel, és a főzetet fogyasszuk naponta háromszor.

### Rebarbara
A tenyeres rebarbara (Rheum palmatum)
A Kínából származó növényt hazánkban termesztik. Egy-, illetve többéves faja is létezik. Gyógyászati célokra a növény föld alatti szervét, a gyökértörzsét használják. A rebarbara gyökértörzs tartalmaz antrakinon glikozid keveréket (reumemodin-, aloéemodin- és reinglikozidok), diantron glikozidokat, cserzőanyagokat és flavonoidokat. A növény szárát leveshez, gyümölcslevekhez, sütemények készítéséhez használhatják. A növény gyökértörzsét kis adagban étvágyjavítóként, valamint gyomor-bélhurut esetén alkalmazzák. Nagyobb mennyiségben kiváló hashajtó, de alkalmazzák különféle emésztési zavarok esetén is. Jó gyomorerősítő. A fogak és fogíny védelmében is ajánlott a rebarbara használata. Összehúzó és fájdalomcsillapító hatása miatt alkoholos kivonatát külsőleg szájnyálkahártya- és fogínygyulladás esetén használják. A növényből készített pép aranyérre is jótékony hatással van. A gyógyszertárakban különböző rebarbarából készült termékek szerezhetők be: kapható szirup, por, tinktúra formájában.
Rebarbara tea: Csészénként fél teáskanálnyi felaprított rebarbara gyökértörzset felöntünk forrásban lévő vízzel, majd 10-15 perc múlva leszűrjük. A hashajtó hatás kifejlődéséhez 8-12 óra szükséges. Főzni nem szabad, mert sok oxálsavat tartalmaz.
Várandósság és szoptatás ideje alatt ne fogyasszuk. Tilos alkalmazni bélszűkület, bélelzáródás, a bél akut gyulladásos megbetegedései esetén és 12 éves életkor alatt. A kúra orvosi felügyelet nélkül legfeljebb 1-2 hétig tarthat.

### Réti legyezőfű
(Filipendula ulmaria)
A növény felső virágos leveles részét hasznosítják gyógyászati célokra. Július-augusztus folyamán gyűjtik. Illóolajat (szalicilaldehidet, metilszalicilátot), flavonoidokat (szpirozidot), cserzőanyagokat tartalmaz. Közismert a jó vizelethajtó, vértisztító és lázcsillapító hatásáról. Influenza idején, megfázás esetén gyakran használják izzasztóként, de a népi gyógyászatban alkalmazzák hólyaghurut, vesegyulladás és reuma ellen is.
Réti legyezőfű tea: Csészénként 1-2 teáskanálnyi virágot felöntünk forrásban lévő vízzel, 10 perc után leszűrjük. Napi 2-3 alkalommal fogyasszunk egy csésze teát megfázás esetén. A tea hársfavirággal is kiegészíthető. Izzasztó, vizelethajtó és lázcsillapító hatású.
Ellenjavallt: Ne alkalmazzuk szalicilátokkal szembeni túlérzékenység esetén.Kisgyermekeknél tilos az alkalmazása vírusfertőzések esetén!Szennyezett, fertőzött vizek mellől ne gyűjtsük a növényt!

### Ribizli
(Ribes nigrum)
A fekete ribizli felső zsenge leveleit szedjük, frissen és szárítva is használjuk. Ajánlott megfázás, influenza esetén, illetve megelőzésére.
Ribizli tea: Csészénként 1 púpozott teáskanál feketeribizli levelet fél liter vízzel leforrázunk, de nem főzzük, 1 percig állni hagyjuk, leszűrjük. Mézzel ízesíthetjük, naponta 1-2 csészényit forrón kortyolgatunk el belőle.
Minden évben kúraszerűen fogyasztható. Élvezeti teaként, gyermekek részére is ajánlható.

### Tölgyfa
kocsányos tölgy, (Quercus robur), kocsánytalan tölgy, (Quercus petraea).

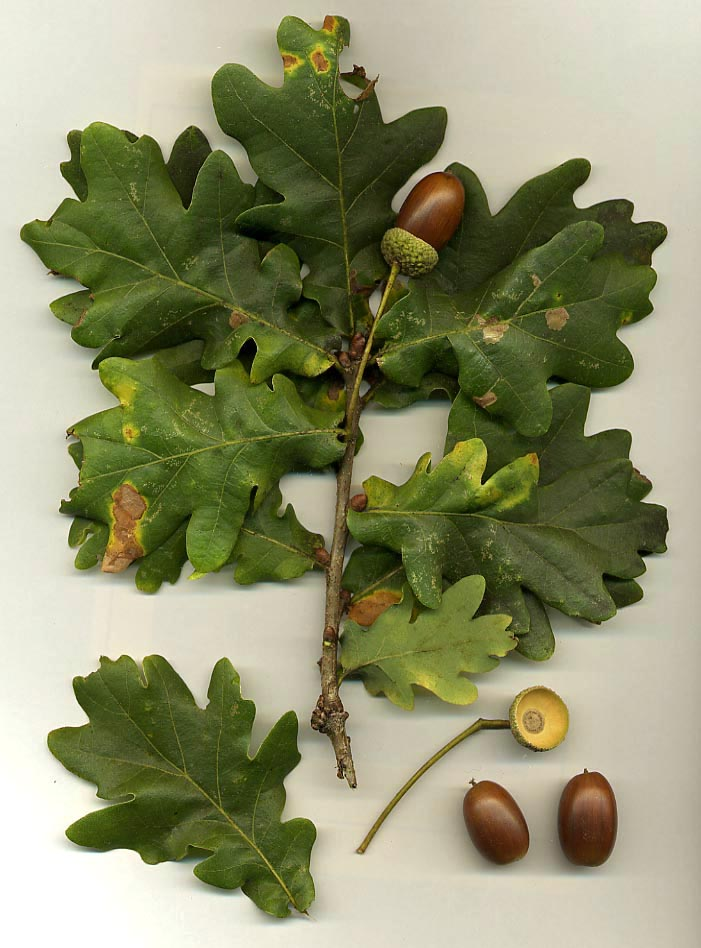
Levelek és makk

A fa fiatal ágainak kérgét használják gyógyászati célokra. A felhasználható hatóanyagot mind a kocsányos, mind a kocsánytalan tölgy tartalmazza.  A kéreg gyűjtése a tavaszi, kora nyári hónapokra esik. A fiatal ágak kérge katechin és galluszsav típusú cserzőanyag keveréket tartalmaz, de megtalálható benne még triterpén és szitoszterol származék is.
A tölgyfakéreg cserzőanyag tartalmának köszönhetően kiváló összehúzó hatású szer, főzetét fürdők és borogatások formájában nedvező bőrbetegségek, lábizzadás, aranyér és szájüregi gyulladások kezelésére használják. Hasmenés és gyomor-bélhurut esetén belsőleg ritkán alkalmazzák A fa levelét is hasonló célokra használják, csak a levél valamivel kevesebb hatóanyag-tartalommal rendelkezik.
Tölgyfa Tea: 2,5 dl vízben felforralunk 1 teáskanálnyi kérget vagy egy marék levelet, majd 8-10 perc elteltével szűrjük le. Alkalmazzuk hasmenés és gyomorbántalmak esetén.
Tölgyfa ülőfürdő: 1-1,5 liter vízbe forraljon fel 2 maréknyi tölgyfakérget. Felforrást követően hagyjuk áztatni 15 percig, majd szűrjük le és öntsük a fürdővízhez.
Tölgyfa öblögető oldat, borogatás: Fél liter vízhez hozzá adunk 2 evőkanál aprított tölgyfakérget, majd negyed óráig főzzük, és ezután leszűrjük. Fogínygyulladás, száj- és toroknyálkahártya gyulladás esetén alkalmazzuk.
Az öreg ágak kérgét és a nem egészséges leveleket ne gyűjtsük. A főzetet 12 óránál tovább ne tároljuk. 
Ellenjavallt: Nagy kiterjedésű sérülésekre ne alkalmazzuk.

### Tövises iglice
(Ononis spinosa). Tövises, bokros félcserje, amely utak mentén, parlagokon él. Júniustól szeptemberig virágzik. A növény gyökerét és virágos, leveles hajtását alkalmazzák gyógyászati célokra. A gyökerekről az agancsszerű gyökérfejet minden esetben el kell távolítani. Gyűjtési ideje tavaszi hónapoktól őszig ajánlott.
A növényi drog triterpéneket (onokolt), izoflavonoidokat (ononint), illóolajat (anetolt, karvont, mentolt), ásványi sókat tartalmaz. A növényi drogot vese- és hólyagbajok esetén alkalmazzák, jó vizelethajtó hatású. A húgykő kialakulásának megelőzésére alkalmas szer. Ajánlják reumás bántalmak esetén is teakeverékekben.
Tövises iglice  tea: Csészénként 2 teáskanálnyi tövises iglic gyökeret leöntünk forrásban lévő vízzel, melegen tartjuk fél óráig, majd leszűrjük. Naponta 2-3 alkalommal, étkezések között alkalmazzuk, néhány nap elteltével rövid szünetet tartsunk. Vese- és hólyagbántalmak elleni gyógyteakeverékek fontos alkotórésze.

### Útifű
(Plantago lanceolata)
Levelét a virágzás kezdetéig gyűjtjük, és 30-50 °C-on gyorsan szárítjuk. Magját száraz időben, augusztustól októberig szedjük. Alkalmas asztma, hurut, szamárköhögés, erős köhögés enyhítésére, szabályozza a székrekedést és a hasmenéses állapotot. A friss levélpépet fog-, fej-, fülfájás esetén, nyílt sebek, csípések, kígyómarás kezelésére használjuk.
Útifű tea: Csészénként 1 púpozott teáskanál útifüvet leforrázunk, fél perc múlva leszűrjük. A naponta frissen elkészített teából 2 csészényit kortyolgatunk el. Vese- vagy epekőképződés esetén a teához napi 8 g magot kell a teával együtt bevenni.

### Sárga tárnics
(Gentiana lutea)
Közép-, Dél-Európa és Ázsia magas hegyeiben őshonos, évelő növény. Hazánkban termesztett. Hasznosítható gyöktörzse 2–3 cm vastag. A növény felhasználható része a gyöktörzs a gyökerekkel. A növény július-augusztusban virágzik. A gyökér gyüjtésének legalkalmasabb időpontja az ősz. A tárnicsgyökérzet fő hatóanyagai a szekoiridoid keserűanyagok (legfontosabb a genciopikrin, az amarogentin), de tartalmaz még illóolajat, cukrokat (szacharózt) is.
Gyomornedv-elválasztást fokozó, étvágygerjesztő hatása közismert, jó emésztésjavító. Étvágytalanság vagy teltségérzettel kísért emésztési panaszok gyógyításában egyaránt használják. A gyökérzetből készült gyógyteának májvédő hatást tulajdonítanak. A görögök és a rómaiak emésztésserkentő gyógynövényként használták.
Sárga tárnics tea: Forrázzunk le 2-3 dl forró vízzel fél teáskanálnyi szárított és összezúzott gyökeret, hagyjuk állni 5-6 percig, majd szűrjük le. Íze keserű, étkezés előtt fogyasztandó. Fokozza az epe és az emésztőnedvek termelődését. Főétkezések előtt ajánlott egy csésze tea elfogyasztása.
Sárga tárnics tinktúra: 60 gramm összevágott tárnicsgyökeret hagyjunk állni 50 ml 60%-os alkoholban 6-8 napon át, majd szűrjük le. Fogyasztása: 1 evőkanálnyit elegyítsünk 1,5 dl vízben. Étvágytalanság és emésztési problémák esetén ajánlott. A likőripar is felhasználja.
Ellenjavallt: Alkalmazása gyomor- és nyombélfekély esetén nem javasolt.

### Szamóca
(Fragaria vesca L.)
Az erdei szamóca, erdők szélen, bokros helyeken, tisztásokon élő, ízletes gyümölcsű, évelő növény. Május-júniusban virágzik. Termése édes, igen zamatos gyümölcs, sok C-vitamint tartalmaz.
A növény levelét, termését és néha gyökerét is hasznosítják gyógyászati célokra. Gyűjtési ideje június-augusztusra esik. Ha termését szedjük, akkor csak éretten érdemes leszedni, mert a szamócának nincs utóérése.
A növény levele cserzőanyagokat (ellagitanninokat), illóolajat, kávésav származékokat, flavonoidokat (kvercetint), termése pedig sok C-vitamint tartalmaz. A növényt gyomor- és bélrendszeri zavarok (bélhurut) esetén alkalmazzák, ismert hasmenés elleni hatása is. Szájnyálkahártya-gyulladás esetén langyos főzetét használják öblögetéshez.
Szamócalevél tea:  3 dl forró vízzel leforrázunk 1 teáskanálnyi szárított, apróra vágott szamócalevelet, majd negyedóra elteltével leszűrjük.
Szamócagyökér tea:  A növény gyökeréből is készíthető tea, de ebben az esetben fele mennyiségű porított gyökeret használjunk. Gyomor- és bélbántalmakra adható.
Ellenjavallt: Az arra érzékenyeknél a szamóca levele és termése allergiát okozhat.

### Szappanfű
(Saponaria officinalis)
A növény föld alatti szerveit használják fel gyógyászati célokra. Július-augusztusban gyűjtik.
A növény drogja 2-8%-ban triterpén szaponinokat (kvillájasav és gipszogenin aglikonokkal) tartalmaz.
Hatóanyagainak köszönhetően jó nyálkaoldó, köptető hatású gyógynövény. A népi gyógyászatban enyhe vizelethajtó hatása miatt is alkalmazzák.
Szappanfű tea: 3 dl forró vízzel leforrázunk 1 teáskanálnyi összeaprított növényi drogot, majd 8-10 perc elteltével leszűrjük. Mellékhatásai nem ismertek.

### Szeder
(Rubus fruticosus)
A fekete szeder levele tartalmaz galluszsav- és ellágsav típusú cserzőanyagokat, flavonoidokat, gyümölcssavakat. Gyógyteaként a növény levelét hasznosítják. Gyűjtési ideje május-augusztus hónapokra esik. A szederlevél teáját hasmenés ellen alkalmazzák, de izzasztóként is ismert. Száj- és garatnyálkahártya-gyulladás kiegészítő terápiájában is alkalmazott öblögető, gargarizáló szerként. A cserje leveleit felhasználják különböző teakeverékek alkotórészeként.
Szederlevél tea: 3 dl forró vízzel leforrázunk 1 teáskanálnyi szárított, apróra vágott szederlevelet, majd negyedóra elteltével leszűrjük. Hasmenés ellen fogyasztható. Teáját bőségesen és rendszeresen fogyaszthatják azok is, akiknek sok folyadék bevitelét írják elő.Mellékhatásai nem ismertek

### Szegfűszeg
(Syzygium aromaticum)
A mirtuszfélék (Myrtaceae) családjába tartozó fűszernövény. A megszárított virágbimbókat hasznosítják. Hazánkban a szegfűszeg őrölt és egész formában beszerezhető. A növény még ki nem nyílt virágát használják gyógyászati célokra, amely illóolajat (eugenolt, eugenilacetátot), flavonoidokat, galluszsavat tartalmaz.
Az illóolaj antibakteriális és gyenge érzéstelenítő hatású. A szájüreg, gyomor és bélrendszer fertőtlenítésére alkalmazzák, de a szegfűszeg kiváló gyomorerősítő is. Rovarcsípések okozta viszketések enyhítésére is megfelelő házi szer.
Szegfűszeg tea: Daráljunk le vagy törjünk össze mozsárban 2-3 db szegfűszeget, majd fekete-teába keverve készítsünk belőle egy csésze (2,5 dl víz) teát. Ízlés szerint cukrot, mézet adhatunk hozzá.
Nagy mennyiségben fogyasztva erős nyálkahártya irritációt válhat ki.

### Szurokfű
Közönséges szurokfű
(Origanum vulgare)
A növény föld feletti virágos hajtásának felső részét gyűjtik. Virágzása a nyári hónapokra esik.
A növény illóolajat (karvakrolt, timolt, limonént), flavonoidokat és cseranyagokat tartalmaz.
Közismert, hogy hatóanyagai révén kiváló köhögéscsillapító és étvágyjavító gyógynövény, de idegnyugtató tulajdonsága miatt is sokan használják. Jótékony hatású puffadásnál, teltségérzettel járó gyomor-bélrendszeri panaszoknál. Szélhajtó, epehajtó és görcsoldó hatású.
Illóolajai segítenek száj- és torokgyulladás esetén.
Szurokfű tea: 2 dl forrásban lévő vízzel forrázzunk le 3 teáskanálnyi szárított szurokfüvet, hagyjuk állni negyedórán át, majd szűrjük le. Gargarizáláshoz hagyjuk kihűlni! Köhögéscsillapító, étvágyjavító, idegnyugtató hatású.

### Vadgesztenye
(Aesculus hippocastanum)
Gyógyászati célokra a növény magját, virágját, kérgét és levelét használják. Gyűjtési ideje április-május; június-július.
Mag: Körülbelül 3% eszcint, kvercetin és kempferol glikozidokat tartalmaz.
Levél: Kumarin glikozidokat (eszkulint), flavonol-glikozidokat, cserzőanyagokat, szterolokat tartalmaz.
Kéreg: Kumarin glikozidokat (eszkulint), eszkuletint, szterolokat tartalmaz.
Az eszcin jótékony hatással van az erekre, különösen a vénákra, éppen ezért gyakran alkalmazzák visszérbántalmak, lábszárfekély és vérkeringési zavarok esetén. A kéregből nyert eszkulin fényvédő krémek gyakori alkotórésze.
A leveleket hagyományosan ízületi bántalmak enyhítésére használják.Külsőleg régóta használják fekélyek és bőrbetegségek kezelésére, aranyér ellen pedig ülőfürdőként.
Vadgesztenyelevél Tea: 3 dl forró vízzel forrázunk le 1 teáskanálnyi szárított vadgesztenyelevelet, majd 8-10 perc elteltével szűrjük le. Mézzel édesíthető.
Tinktúra: 100 ml 38%-os pálinkához keverjünk 2 evőkanálnyi szárított és porított vadgesztenyelevelet és 2 evőkanálnyi vadgesztenye-lisztet, majd légmentesen zárjuk le, és hagyjuk állni 10 napig. Ezt követően szűrjük le, és sötét üvegben tároljuk. Fájó, sajgó ízületekre alkalmazzuk bedörzsölő-szerként.
Pép: 2 evőkanálnyi vadgesztenyelisztet keverjünk össze 2 evőkanálnyi búzaliszttel, és adjunk hozzá annyi 10%-os étkezési ecetet, hogy kenhető péppé váljon. Fájó, sajgó ízületekre adható.
Fürdő: 2 evőkanálnyi szárított és porított vadgesztenye-levelet és 2 evőkanálnyi vadgesztenye-lisztet forrázzunk le 3 dl forrásban lévő vízzel, majd 8-10 perc után szűrjük le, a főzetet öntsük a fürdővízhez. Visszér, aranyér esetén jótékony kúra. Terméséből a vénákat erősítő, visszérbántalmak ellen alkalmazott gyógyszereket állít elő a gyógyszeripar, a drogkivonat (eszcin) homeopátiás gyógyszerkészítményekben is megtalálható.
Ellenjavallt: A vadgesztenyelevélből készült teát vese- és májbetegségek esetén, valamint várandósság és szoptatás ideje alatt ne fogyasszuk! A plazmaproteinhez kötődő eszcin más gyógyszerek megkötését akadályozhatja.

### Vasfű
(Verbena officinalis)
Gyógyászati célra a növény virágos, leveles hajtásának felső részét használják. A növény a nyári hónapokban virágzik, gyűjtési ideje július-augusztusra esik.
A növényi drog, amely enyhén sós ízű, iridoid glikozidokat (verbenalint), kávésav-származékokat, flavonoidokat és nyomokban illóolajat tartalmaz.
Bizonyítottan jó nyálkaoldó, immunerősítő, köhögést csillapító hatású, felső légúti hurutok kezelésére használják. A népi gyógyászatban a légző- és emésztőrendszeri panaszok enyhítésére alkalmazták, így máj- és epebántalmak esetén is. A növény közismerten jó erősítő, étvágyfokozó hatású.
Vasfű tea: 3 dl forró vízzel 2 teáskanálnyi szárított vasfüvet forrázzunk le.
Ellenjavallt: Áldott állapotban lévő nők ne használják.

### Veronikafű
(Veronika officinalis)
A növény triterpén glikozidokat (szangviszorbint), cseranyagokat (ellagitanninokat), flavonoidokat tartalmaz.
Májustól augusztusig gyűjthetjük a virágát. Hatóanyagai serkentik az emésztést, megszüntetik a gyomor- és bélzavarokat, nyugtató, regeneráló hatású, reumatikus panaszokra és sebek gyógyítására is használhatjuk.
Veronikafű tea: Csészénként 1 púpozott kanálnyi veronikafüvet leforrázunk, fél perc múlva leszűrjük. Naponta 2 csészényit kortyolgatunk el belőle. Minden évben kúraszerűen fogyasztható.

### Vérfű
(Sanguisorba officinalis)
Közismert jó vérzéscsillapító hatása, ezért erős menstruációs vérzés esetén alkalmazzák. Természetesen a vérzést kiváltó okot orvosi kivizsgálással tisztázni kell használata előtt mindenképpen. A növény hasmenés és külsőleg aranyér ellen is használ. A népi gyógyászatban a pépesített szára gyakran használatos külsőleg fekélyek és sebek gyógyítására.
Vérfűlevél tea: 3 dl forró vízzel leforrázunk 1 teáskanálnyi összeaprított vérfűlevelet, majd 5-6 perc elteltével leszűrjük. Hasmenés és erős havivérzés okozta panaszok ellen jó. Külsőleg aranyér ellen alkalmazható.
Az őszi vérfű rokona a kis vérfű (Sanguisorba minor Scop.) és a lágytövisű vérfű (Sanguisorba muricata A. Gr.). Gyűjtés közben az őszi vérfű könnyen összetéveszthető a fent említett kevésbé hatékony vérfűfajtákkal.

### Vérehulló fecskefű
(Chelidonium majus)
Egész évben szedhető, a növény minden része felhasználható. Vértisztító, vérképző hatású: vese-, epe-, májbetegségek, aranyér, húgyúti fájdalmak, fülzúgás kezelésére használjuk.
Vérehulló fecskefű tea: Csészénként 1 púpozott kanálnyi fecskefüvet leforrázunk, fél perc múlva leszűrjük. Naponta 2 csészényit kortyolgatunk el belőle. A növény frissen sajtolt levét azonnal felhasználva, szembevérzés, látásjavítás, rosszindulatú bőrbántalmak, tyúkszem, szemölcs, sömör kezelésére külsőleg használjuk.
Tinktúrája gyógyszertárakban is beszerezhető. Erősen mérgező hatása miatt, csak orvosi javaslatra használjuk.

### Vörös áfonya
(Vitis idaeae folium)
A levéltea húgyutak dezinficiense (fertőtlenítőszere), de használják reuma, hólyagbántalmak esetén, gyomorhurut ellen, köszvény és köhögés ellen is. Ezenkívül mindkét fajta áfonya bogyóját sokrétűen felhasználják a szakácsművészetben: szósznak; sütemények, torták díszítésére; de szörpök, üdítők, borok és röviditalok is készülnek belőle

### Zeller
(Apium graveolens)
A zeller ismert fűszernövény. A meleg, napos helyeket kedveli. A görögök már a középkorban használták gyógyító erejéért.A növénynek mind a termését, gumóját, mind pedig a felső zöld részét hasznosítják. Zöldje a májusi palántázási időszak után folyamatosan szedhető, gumója őszre húsosodik. A termések tartalmaznak illóolajat (limonént, szelinént, alkil-ftalidokat), furokumarinokat, flavonoidokat, a gyökerekben poliinek is megtalálhatók. A zeller jó vízhajtó hatású fűszernövényünk, serkentőleg hat a veseműködésre. Emésztési panaszok, étvágytalanság esetén is gyakran alkalmazzák. A növény hatóanyagai révén erősíti az immunrendszert. A népi gyógyászatban nemivágy-serkentőként is alkalmazzák, de ezen hatása klinikailag nem bizonyított.
Zeller tea: 3 dl vízbe tegyünk 2 teáskanálnyi zellermagot vagy összeaprított zellerlevelet, forraljuk fel, majd 3-5 perc elteltével szűrjük le. Vizelethajtónak alkalmazzuk.
Ellenjavallt: Vesegyulladás esetén a zeller illóolajának a használata ellenjavallt.

### Zsálya
(Salvia officinalis)
Napos időben szedjük a levelét. Használhatjuk görcsök, mirigybántalmak, végtagreszketés, májműködéssel összefüggő betegségek, puffadás, gyomor- és bélbántalmak, hasmenés megszüntetésére, fogínysorvadás ecsetelésére.
Zsálya tea: Csészénként 1-1 púpozott kanálnyi zsályát leforrázunk, fél perc múlva leszűrjük. Naponta 2 csészényit kortyolgatunk el belőle.

## Külső hivatkozások
- Medichelp.hu- Segítenek a gyógynövények